# Умершие в апреле 2019 года
Это список известных людей, соответствующих установленным критериям значимости (см. Википедия:Критерии значимости персоналий), умерших в апреле 2019 года.
Причина смерти указывается лишь в исключительных случаях (убийство, самоубийство, гибель в результате военных действий, смертная казнь, ДТП или несчастные случаи). В остальных случаях — не указывается.

## 30 апреля

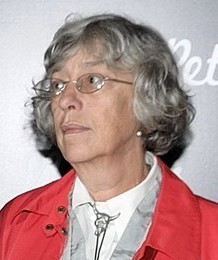
Анемон

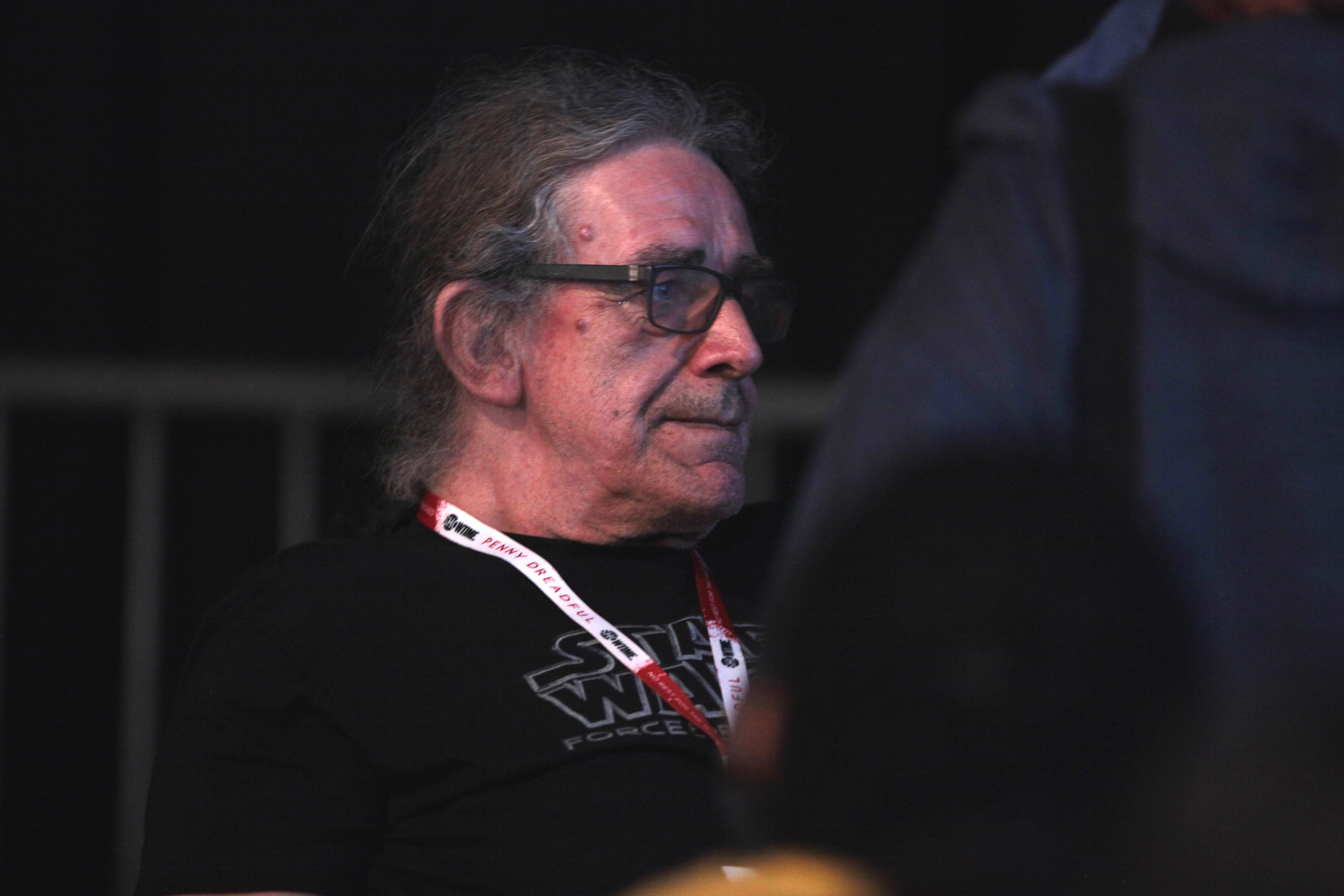
Питер Мейхью

- Анемон (68) — французская актриса театра и кино, сценарист[1].
- Довгань, Борис Степанович (89) — советский и украинский скульптор, один из авторов герба города Киева[2].
- Ескендиров, Кайрулла Газизович (78) — советский и казахстанский политический и государственный деятель, депутат Сената Парламента Республики Казахстан[3].
- Карвалью, Бет (72) — бразильская певица[4].
- Красноярская, Наталья Петровна (70) — советский и российский режиссёр, работавший в Большом театре (с 1976 года), заслуженная артистка Российской Федерации (1999)[5],.
- Мейхью, Питер (74) — американский киноактёр[6].
- Омаев, Дагун Ибрагимович (75) — российский чеченский актёр театра и кино, артист Чеченского театра драмы имени Ханпаши Нурадилова, заслуженный артист РСФСР (1984)[7].
- Уразалинов, Шаймерден Абильмажинович (76) — советский и казахстанский государственный деятель, председатель горисполкома, аким Караганды (1987—1997)[8].
- Хромаев, Зураб Майранович (72) — советский и украинский тренер по баскетболу, тренер сборной Украины, президент Федерации баскетбола Украины (2003—2007)[9].
- Эст, Йохан Адам (72) — немецкий актёр[10][11].

## 29 апреля

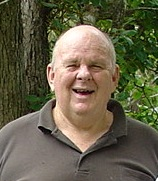
Лес Маррей

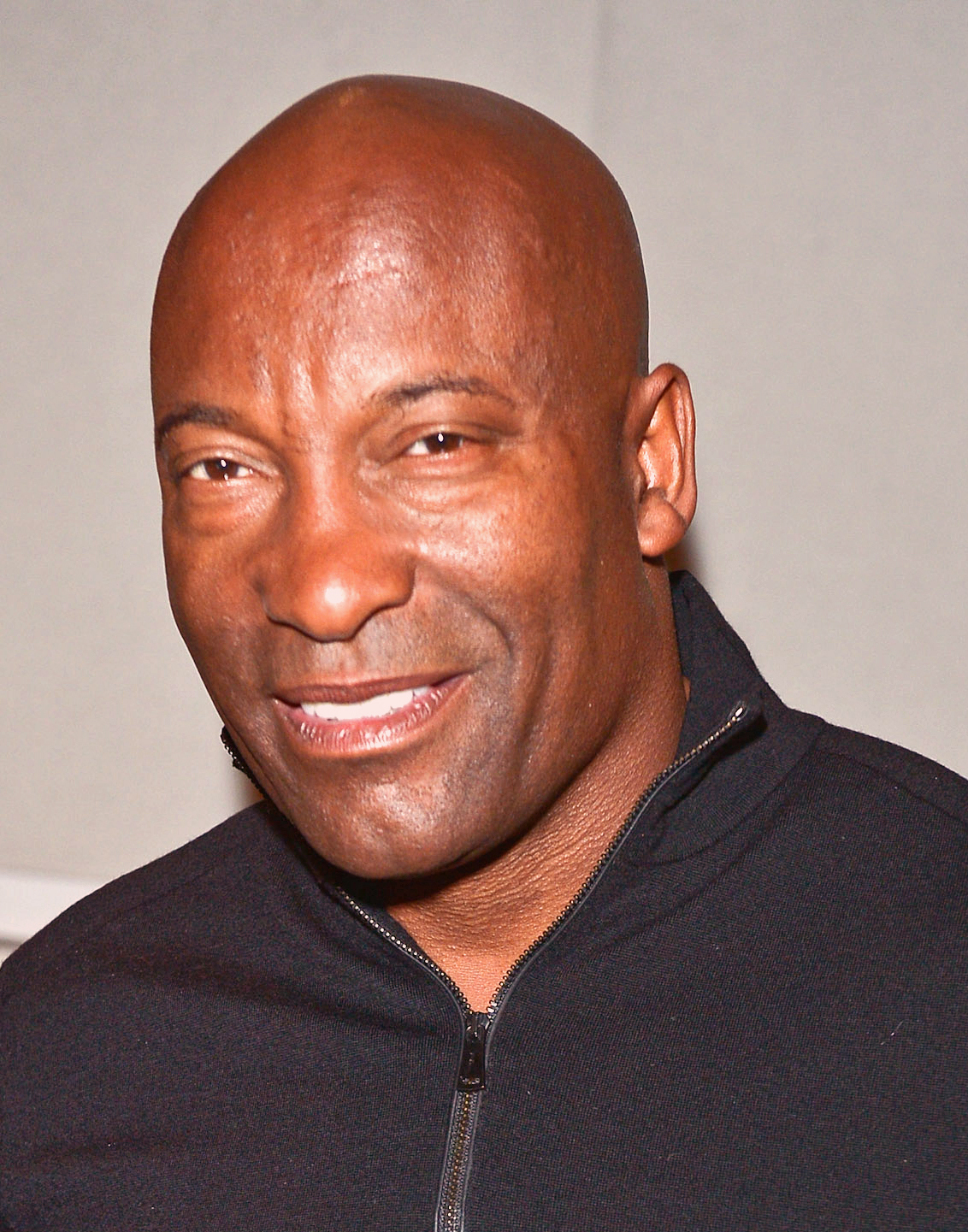
Джон Синглтон

- Абате, Карло (86) — итальянский автогонщик[12].
- Газалиев, Абдулажид Исаевич (96) — советский и российский скульптор[13].
- Далбаев, Сатыбалды (84) — советский и киргизский театральный актёр, артист Киргизского национального театра драмы имени Тохтахуна Абдумомунова, народный артист Киргизской ССР (1974)[14].
- Джессел, Томас (67) — английский биохимик и молекулярный биофизик, член Лондонского королевского общества (1999)[15].
- Дубовой, Виктор Викторович (57) — российский военно-морской лётчик, полковник, Герой России (1999)[16].
- Корбукова, Нелли Алексеевна (56) — советская гребчиха-байдарочница, многократный призёр чемпионатов мира, заслуженный мастер спорта СССР (1984)[17].
- Кривошеев, Григорий Федотович (89) — советский военачальник, начальник Главного организационно-мобилизационного управления — заместитель начальника Генерального штаба Вооружённых Сил СССР (1987—1991), генерал-полковник (1984)[18].
- Круликовский, Войцех (92) — польский физик, академик Польской академии наук (1980)[19].
- Локвуд, Бетти (95) — британский политический деятель, баронесса, член Палаты лордов (1978—2017)[20].
- Маррей, Лес (80) — австралийский поэт и переводчик[21].
- Родригес Нето, Жозе (69) — бразильский футболист, игрок национальной сборной, бронзовый призёр чемпионата мира в Аргентине (1978)[22].
- Синглтон, Джон (51) — американский кино- и телережиссёр, номинант «Оскара»[23].
- Таушер, Эллен (67) — американский государственный деятель, член Палаты представителей США (1997—2009), заместитель Государственного секретаря по вопросам контроля над вооружениями и международной безопасности (2009—2012)[24].
- Фишер, Франклин (84) — американский экономист[25].
- Чалмерс, Стиви (83) — шотландский футболист, игрок «Селтика» и национальной сборной[26].
- Чобану, Рэзван (43) — румынский модельер и дизайнер одежды; ДТП[27].
- Шурал, Йосеф (28) — чешский футболист, игрок национальной сборной; ДТП[28].

## 28 апреля

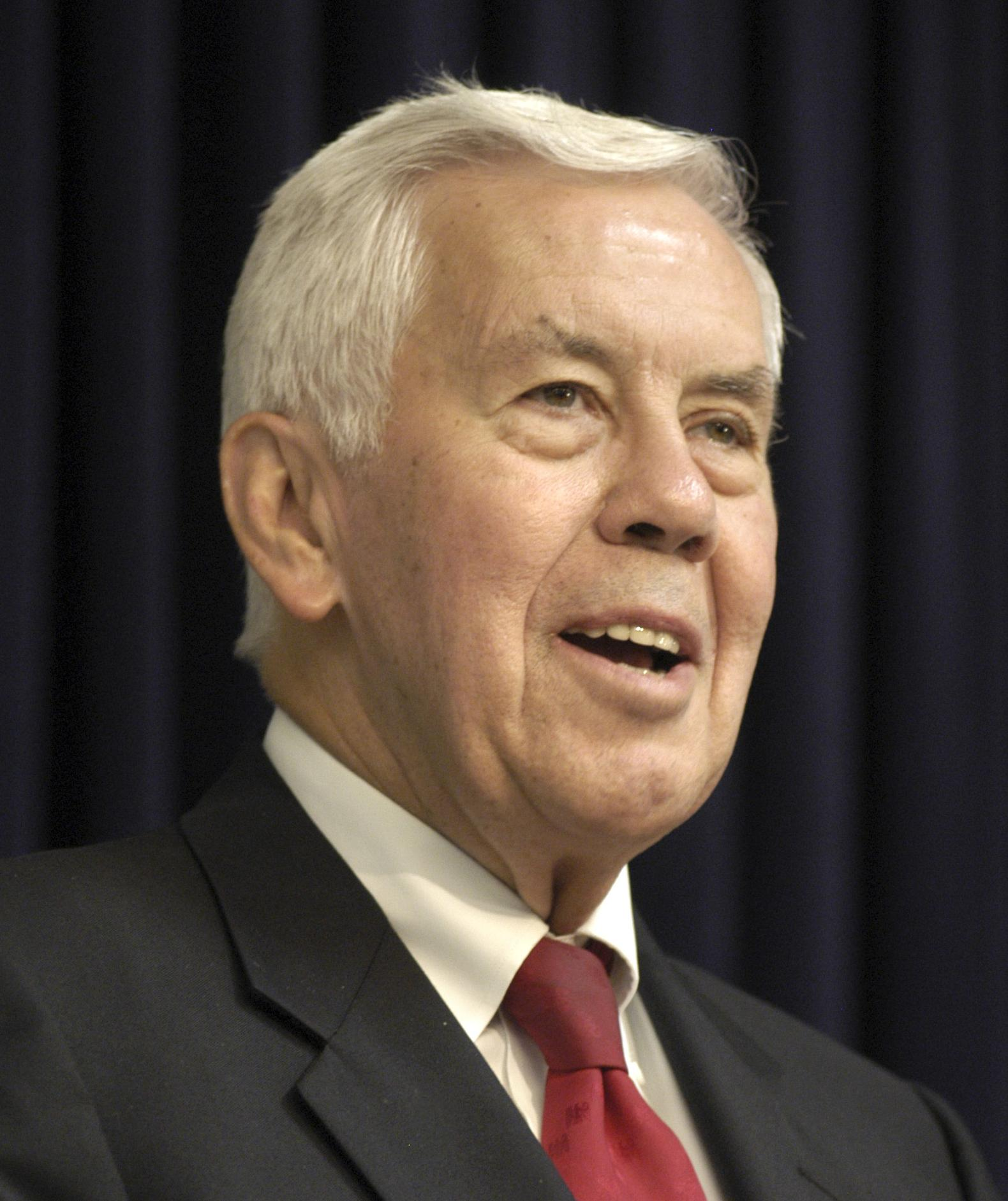
Ричард Лугар

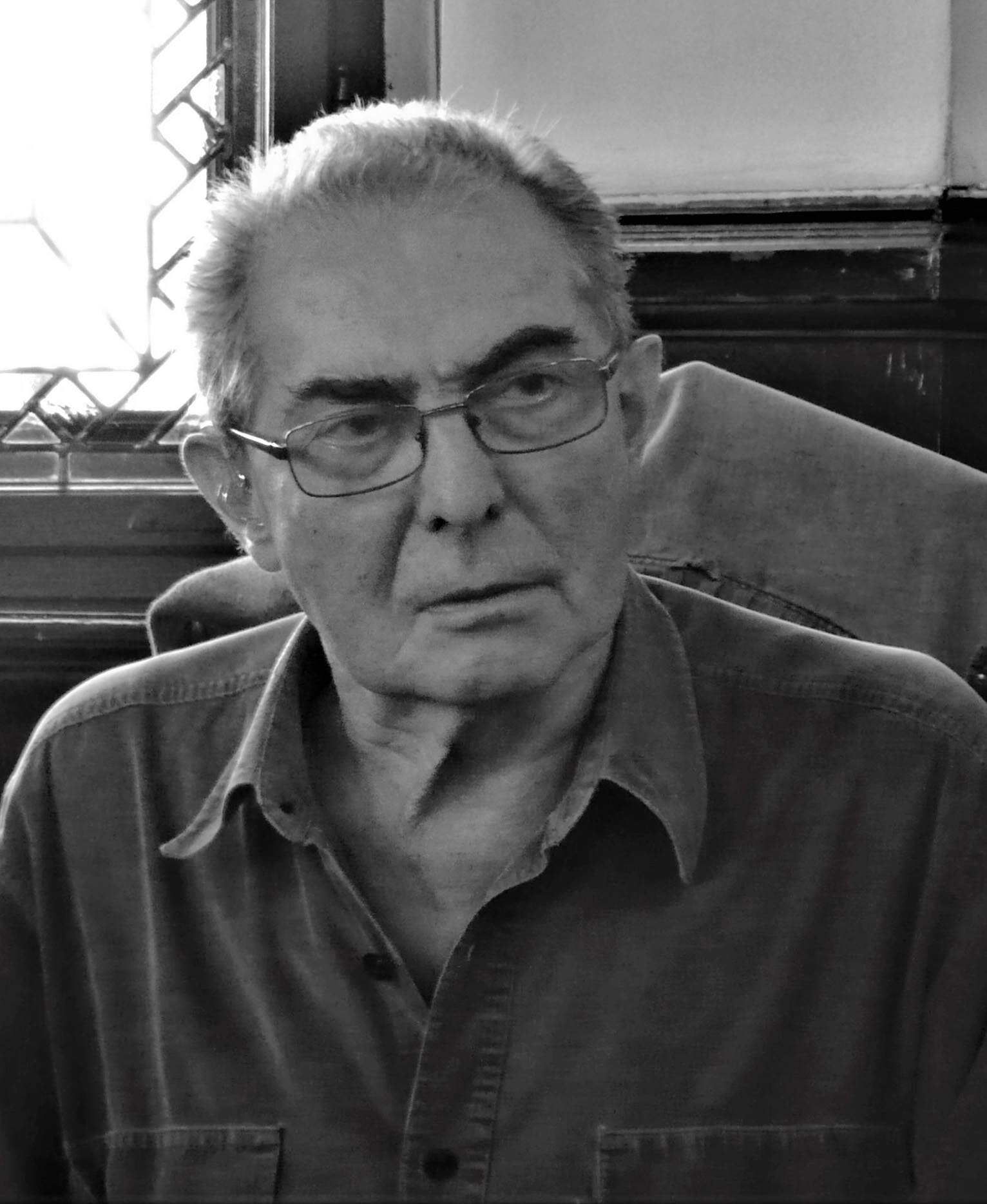
Кароль Модзелевский

- Алипий (Гаманович) (92) — архиепископ Чикагский и Средне-Американский РПЦЗ (1994—2016)[29].
- Бикфорд, Брюс (72) — американский режиссёр-аниматор[30].
- Грундберг, Сванте (75) — шведский актёр[31].
- Демидов, Павел Павлович (87) — советский и российский журналист и писатель, корреспондент газеты «Известия»[32].
- Жумалаева, Лула Изнауровна (Лула Куни) (59) — чеченская поэтесса[33].
- Каюков, Леонид Леонтьевич (80) — советский и российский режиссёр мультипликации, художник-постановщик, художник-мультипликатор и сценарист[34].
- Лёссер, Джо Салливэн (91) — американская киноактриса[35].
- Лугар, Ричард (87) — американский политический деятель, сенатор от штата Индиана (1977—2013)[36].
- Модзелевский, Кароль (81) — польский историк-медиевист[37].
- Новожилов, Генрих Васильевич (93) — советский и российский авиаконструктор, генеральный конструктор ОКБ им. С. В. Ильюшина (1970—2005), академик РАН (1991; академик АН СССР с 1984), дважды Герой Социалистического Труда (1971, 1981)[38].
- Рудник, Борис Львович (70) — советский и российский экономист, директор Института управления государственными ресурсами ВШЭ[39].
- Саватеев, Анатолий Дмитриевич (72) — российский историк, доктор исторических наук[40].
- Тауб, Менахем-Мендл (96) — ребе Каливской хасидской династии[41].

## 27 апреля

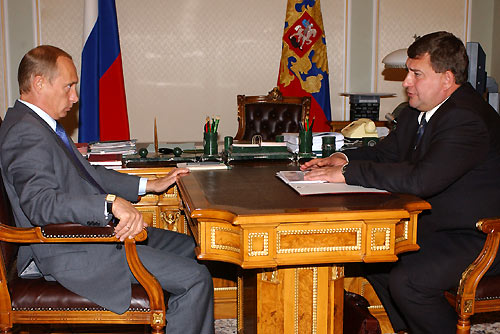
Алексей Лебедь

- Будзилович, Пётр Николаевич (92) — русско-американский церковно-общественный деятель РПЦЗ[42].
- Даржаа, Надежда Фёдоровна (62) — советская и российская тувинская танцовщица, солистка и директор ансамбля танца «Саяны», заслуженная артистка Российской Федерации[43].
- Клитин, Станислав Сергеевич (92) — советский и российский театральный деятель, ректор Ярославского театрального института (1979—1998), заслуженный деятель искусств РСФСР (1991)[44].
- Корнеев, Николай Андреевич (95) — советский и российский учёный в области сельскохозяйственной радиологии, академик ВАСХНИЛ—РАСХН (1988—2013), академик РАН (2013)[45].
- Лебедь, Алексей Иванович (64) — российский государственный деятель, глава Хакасии — председатель правительства Хакасии (1997—2009), брат Александра Лебедя[46].
- Морено, Мария (74) — мексиканский государственный деятель, министр рыболовства (1988—1991)[47].
- Негассо Гидада (75) — эфиопский государственный деятель, президент (1995—2001) (о смерти объявлено в этот день)[48].
- Шмидт, Евгений Альфредович (98) — советский и российский археолог, доктор исторических наук, профессор[49].

## 26 апреля

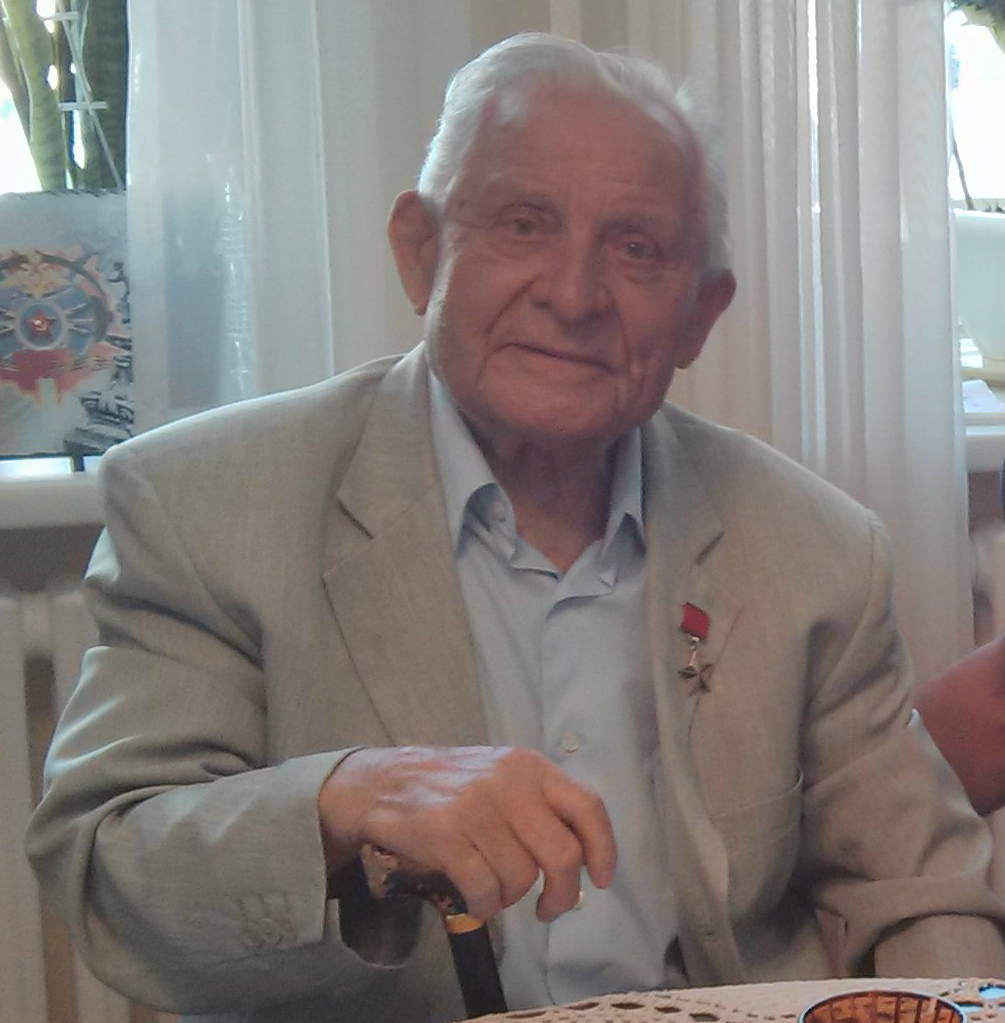
Дмитрий Бакуров

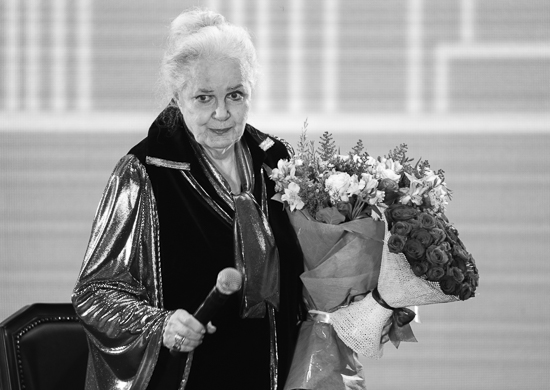
Элина Быстрицкая

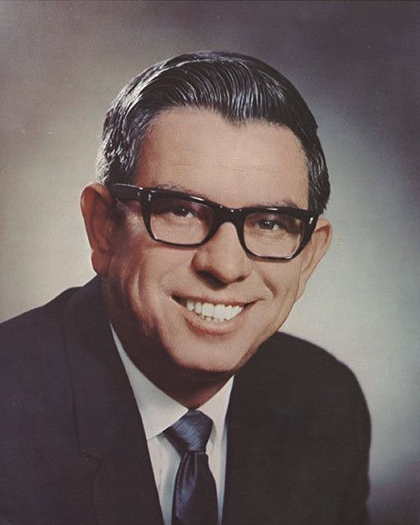
Мануэль Лухан

- Байко, Даниила Яковлевна (89) — украинская певица, сестра Нины и Марии Байко, с которыми выступала в составе трио сестер Байко[50].
- Бакуров, Дмитрий Алексеевич (95) — участник Великой Отечественной войны, Герой Советского Союза (1943)[51].
- Быстрицкая, Элина Авраамовна (91) — советская и российская актриса театра и кино, народная артистка СССР (1978)[52].
- Бэнкс, Джимми (54) — американский футболист, участник чемпионата мира по футболу в Италии (1990)[53].
- Лухан, Мануэль (90) — американский государственный деятель, министр внутренних дел США (1989—1993), член Палаты представителей США (1969—1989)[54].
- Михайлов, Вячеслав Григорьевич (90) — советский военачальник, бессменный руководитель Московского Дома ветеранов (инвалидов) войн и Вооружённых Сил, член Общественной палаты Российской Федерации 3-го и 4-го созывов, генерал-лейтенант в отставке[55].
- Омчикус, Петар (92) — сербский художник, академик Сербской академии наук и искусств (2015)[56].
- Тайпале, Рейо (79) — финский певец[57].
- Фарбод, Насер (97) — иранский военный деятель, начальник генерального штаба (1979)[58].
- Фергюсон, Джесси Лоуренс (76) — американский киноактёр[59].
- Филиппов, Валерий Николаевич (80) — российский художник кино, народный художник Российской Федерации (2007)[60].
- Швирс, Эллен (88) — немецкая актриса, лауреат Берлинского кинофестиваля (2013)[61][62].
- Штромбах, Ярослав Игоревич (69) — советский и российский учёный-атомщик, лауреат Государственной премии Российской Федерации[63].

## 25 апреля

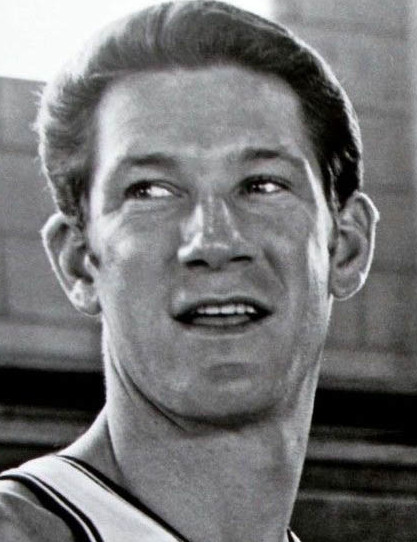
Джон Хавличек

- Виллеруша, Инта (75) — советская и латвийская пианистка[64].
- Друпас, Владас (96) — литовский летчик и Праведник народов мира[65].
- Кудрявцев, Леонид Дмитриевич (90) — советский и российский организатор производства, директор завода «Воронежсинтезкаучук», Герой Социалистического Труда (1986)[66].
- Панкова, Нина Фёдоровна (86) — советский и российский управленец в области культуры, директор Хакасского областного драматического театра имени М. Ю. Лермонтова (1972—1978), Хакасской Республиканской филармонии (1993—1997), Заслуженный работник культуры РСФСР (1984)[67].
- Папи, Фати (28) — бурундийский футболист, игрок сборной Бурунди[68].
- Стариков, Анатолий Ильич (77) — советский и российский организатор производства, генеральный директор Магнитогорского металлургического комбината (1991—1997), член Совета Федерации[69].
- Хавличек, Джон (79) — американский баскетболист[70].
- Шатуновский, Илья Борисович (69) — российский лингвист, доктор филологических наук (1993) (о смерти объявлено в этот день)[71].

## 24 апреля

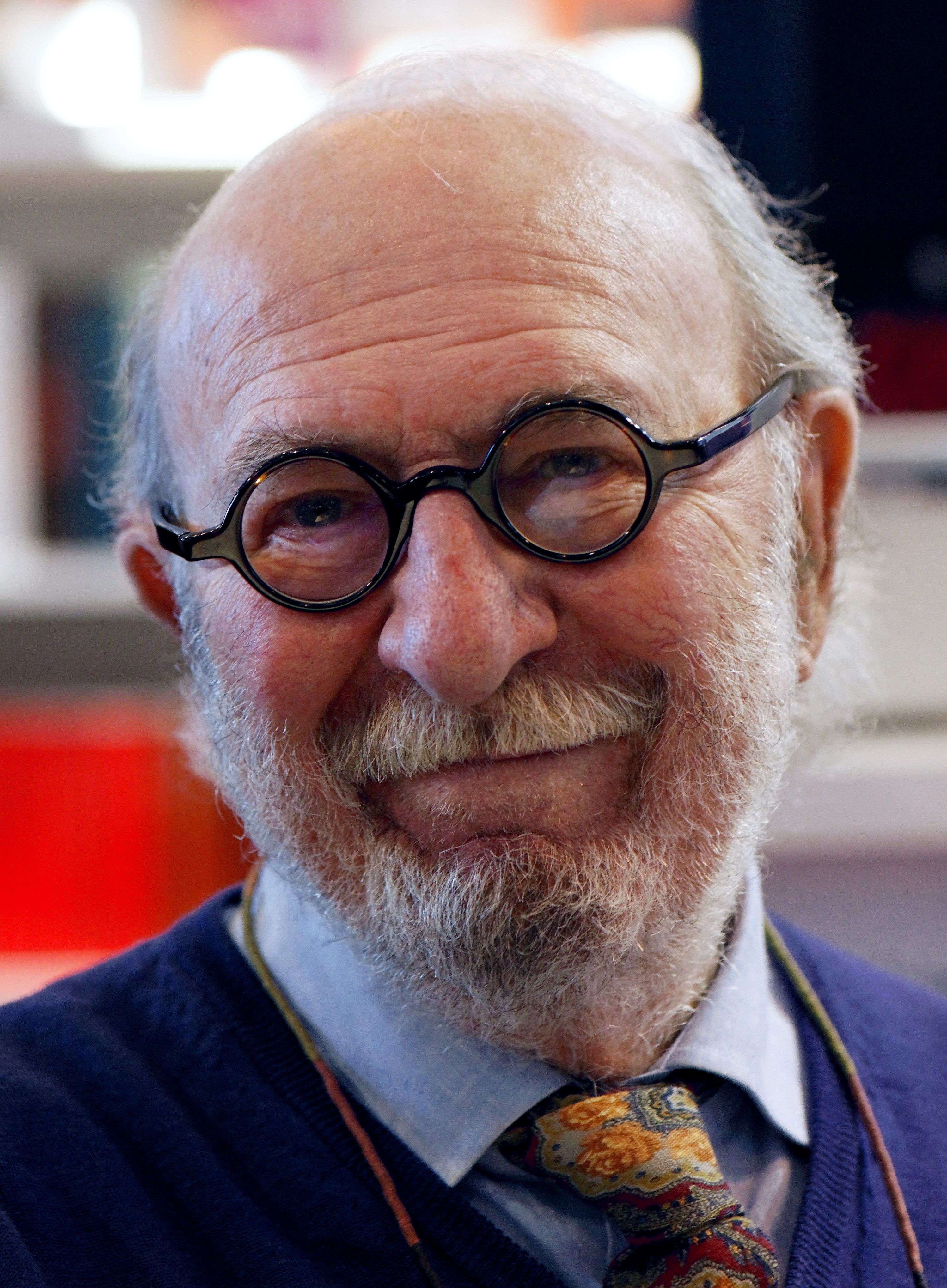
Жан-Пьер Марьель

- Ахмед, Салех (83) — бангладешский киноактер[72].
- Голоцван, Леонид Иванович (85) — украинский и аргентинский поэт, переводчик, активный популяризатор украинской культуры в Аргентине[73].
- Кепка, Ярослав (83) — чешский актёр[74].
- Макаров, Юрий Анатольевич (75) — российский учёный в области инфекционных болезней сельскохозяйственных животных, академик РАСХН (2007—2013), академик РАН (2013)[75].
- Мароевич, Зоран (76) — югославский баскетболист национальной сборной, серебряный призёр летних Олимпийских игр в Мехико (1968)[76].
- Марьель, Жан-Пьер (87) — французский актёр[77].
- Погорелов, Сергей Валентинович (44) — российский гандболист, чемпион летних Олимпийских игр в Сиднее (2000), заслуженный мастер спорта России (1997)[78].
- Риверс, Дик (74) — французский певец и актёр[79].
- Сейфулла, Рошен Джафарович (81) — российский фармаколог, доктор медицинских наук (1971), профессор, заслуженный деятель науки Российской Федерации (о смерти объявлено в этот день)[80].
- Тарбаев, Борис Игнатьевич (89) — советский и российский писатель и геолог[81].

## 23 апреля

Равиль Бикбаев

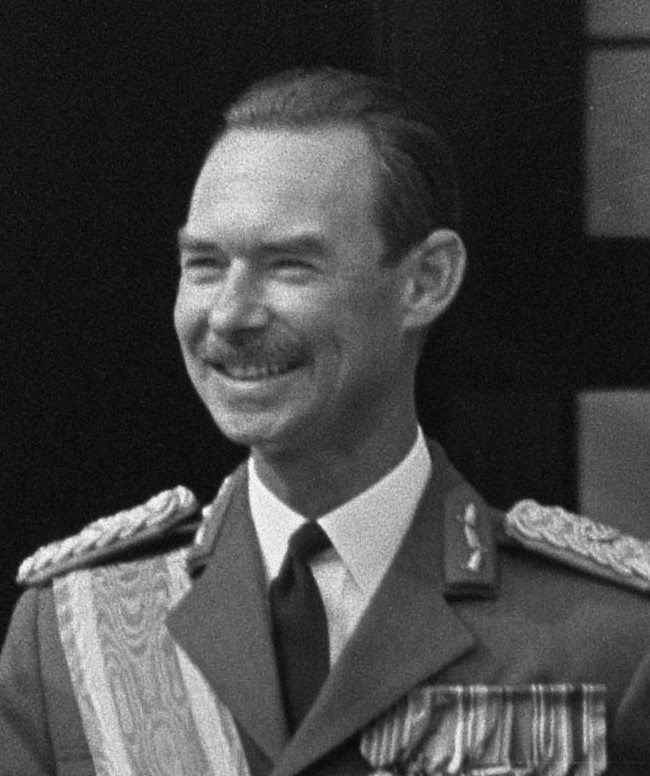
Жан Люксембургский

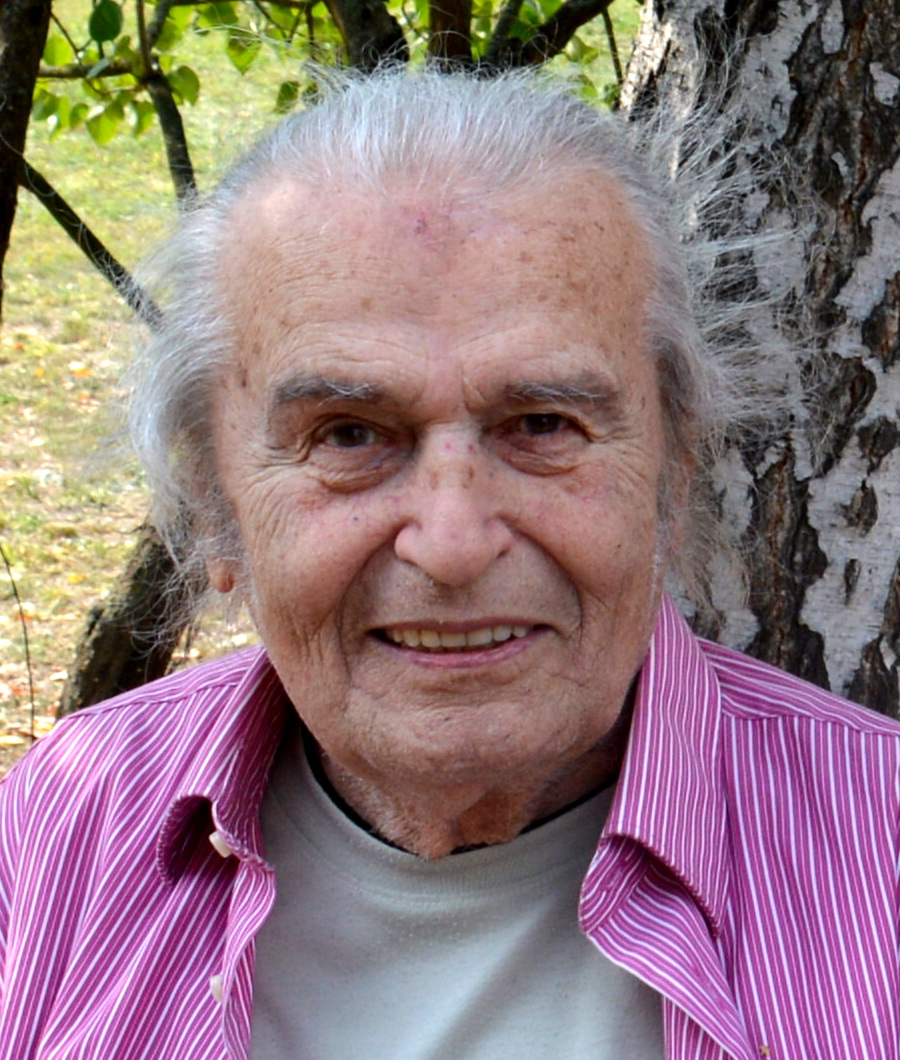
Тадеуш Плюцинский

- Абрашкин, Вячеслав Ильич (80) — советский и российский дирижёр, художественный руководитель оркестра «Русский сувенир», заслуженный артист Российской Федерации[82].
- Берников, Станислав Васильевич (65) — советский футболист, российский тренер[83].
- Бикбаев, Равиль Тухватович (80) — советский и российский башкирский поэт, народный поэт Башкортостана[84].
- Блох, Генри Уоллмен (96) — американский бизнесмен и филантроп[85].
- Виттевеен, Йохан (97) — нидерландский государственный деятель, директор-распорядитель МВФ (1973—1978), вице-премьер и министр финансов Нидерландов (1967—1971)[86].
- Жан (98) — великий герцог Люксембурга (1964—2000)[87].
- Жуков, Сергей Иванович (55) — советский и российский тренер по лыжному двоеборью, мастер спорта СССР[88].
- Мамонтов, Анатолий Васильевич (82) — советский и российский хормейстер, художественный руководитель государственного ансамбля песни и танца Удмуртии «Италмас», народный артист РСФСР (1980)[89].
- Мидофф, Марк (79) — американский драматург и сценарист[90].
- Мирич, Войя (86) — сербский актёр[91].
- Нейман, Джонни (67) — американский баскетболист[92].
- Нильсон, Нильс Джон (86) — американский учёный в области информатики[93].
- Плюцинский, Тадеуш (92) — польский актёр[94].
- Рисо Кастельон, Хосе (83) — никарагуанский государственный деятель, вице-президент Никарагуа (2002—2005)[95].
- Фавини, Фермо (83) — итальянский футболист, полузащитник и футбольный функционер, известный работой в клубе «Аталанта»[96].
- Эрдыниев, Даши-Нима Раднаевич (85 или 86) — советский и российский спортсмен и тренер по стрельбе из лука, мастер спорта СССР[97].

## 22 апреля

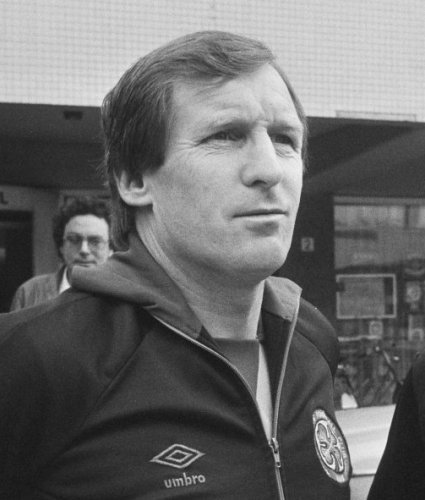
Билли Макнилл

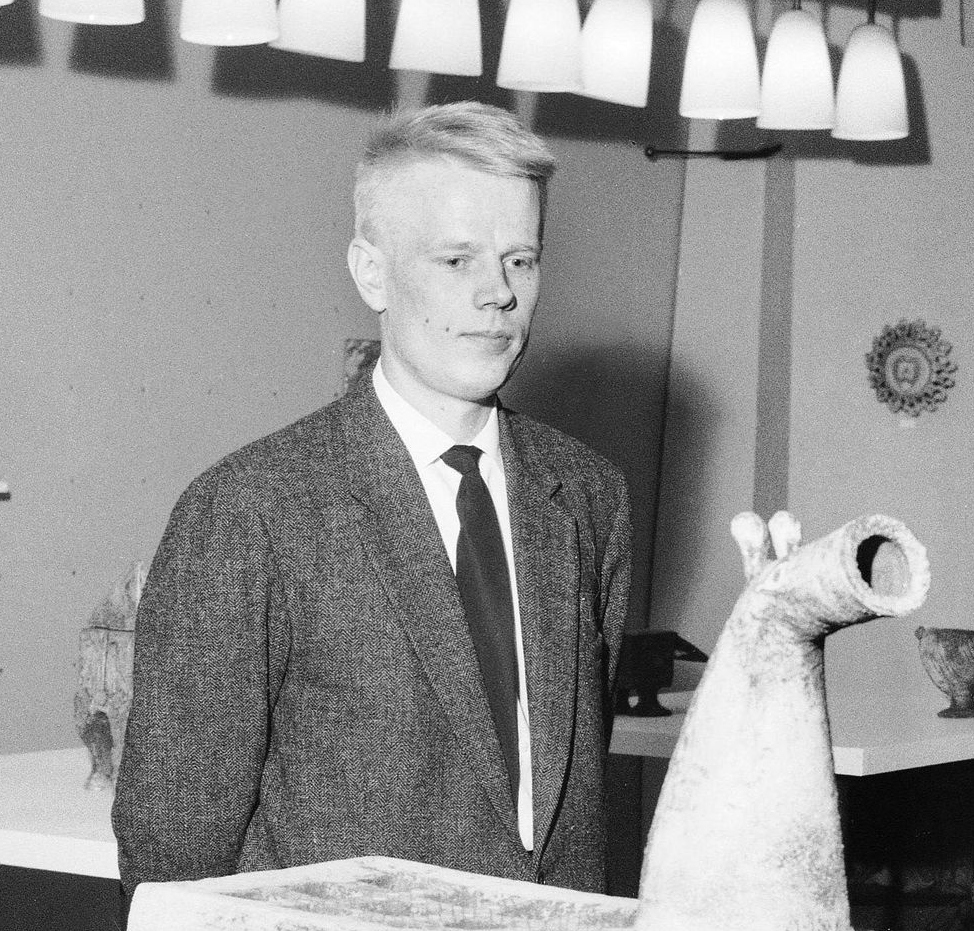
Ойва Тойкка

- Батурин, Юрий Ефремович (83) — советский и российский нефтяник и геолог, лауреат Государственной премии Российской Федерации (2017)[98].
- Безинский, Красимир (57) — болгарский футболист, игрок национальной сборной[99].
- Бёттхер, Мартин (91) — немецкий композитор[100].
- Константинов, Венцеслав (78) — болгарский писатель и литературный переводчик[101].
- Ле Дык Ань (98) — вьетнамский военачальник и государственный деятель, президент Вьетнама (1992—1997)[102].
- Макаров, Ким Михайлович (81) — советский и российский писатель[103].
- Макнилл, Билли (79) — шотландский футболист и тренер, игрок «Селтика» (1957—1975) и национальной сборной (1961—1972)[104].
- Михаил (Стороженко) (Мишель Стор) (89 или 90) — французский епископ, викарий Западноевропейского экзархата русских приходов Константинопольского патриархата (с 1995 года)[105].
- Реби, Давид Ильич (97) — советский и украинский педагог и публицист, художник, переводчик[106].
- Решетников, Юрий Евгеньевич (82) — советский и российский организатор промышленного производства, генеральный директор Пермского моторного завода (1998—2003), лауреат Государственной премии СССР (1982) и премии Правительства РФ (2004)[107].
- Рюмкин, Виктор Михайлович (88) — советский военный инженер в области космической техники, генерал-лейтенант (1983). Лауреат Государственной премии СССР[108].
- Тойкка, Ойва (87) — финский художник по стеклу[109].
- Токин, Владимир Николаевич (81) — советский и российский дипломат, Чрезвычайный и Полномочный Посол СССР и России в Гане (1991—1997), России — в Албании (2000—2005)[110].
- Харпер, Хизер (88) — североирландская оперная певица (сопрано)[111].

## 21 апреля
- Быков, Михаил Александрович (73) — советский и российский телеведущий, диктор Ленинградского телевидения[112].
- Галенко, Анатолий Сергеевич (79) — советский и российский поэт[113].
- Гиндева, Виолета (72) — болгарская театральная актриса, артистка Софийского народного театра драмы имени Ивана Вазова[114].
- Голин, Стив (64) — американский продюсер, лауреат премии «Оскар» (2016)[115].
- Ирошников, Михаил Павлович (85) — советский и российский историк, доктор исторических наук, профессор СПбГУ, заслуженный деятель науки Российской Федерации[116].
- Керчевал, Кен (83) — американский актёр[117].
- Мялина, Кристина Владимировна (26) — чемпионка России[уточнить] по тайскому боксу; несчастный случай (?)[118].
- Сараттини, Мария (64) — мексиканская сценаристка[119]
- Хак, Аминул (76) — бангладешский государственный деятель, министр связи и телекоммуникаций[120].
- Эльснер, Ханнелоре (76) — германская киноактриса[121].

## 20 апреля

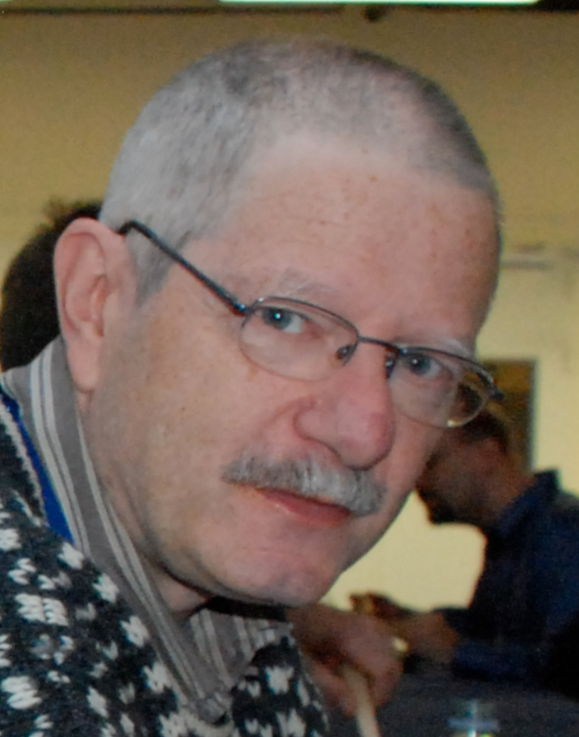
Джо Армстронг

- Армстронг, Джо (68) — английский программист, создатель языка программирования Erlang[122].
- Букач, Лудек (83) — чехословацкий хоккеист национальной сборной, чехословацкий и чешский хоккейный тренер, серебряный призёр чемпионата мира по хоккею с шайбой в Швейцарии (1961) и бронзовый — в Швеции (1963)[123].
- Виб-Санзири, Фрэнсис (62) — командир UNIDOF (миссия ООН на Голанских высотах), генерал-майор[124].
- Гроб, Карл (72) — шведский футболист, игрок национальной сборной (1967—1976)[125].
- Кмит, Галина Васильевна (97) — советский и российский фотограф, фотохудожник, фотокорреспондент, заслуженный деятель искусств Российской Федерации (2003)[126].
- Ковалёв, Леонид Илларионович (75) — советский и российский военачальник, генерал-полковник (1990)[127].
- Посуконько, Владимир Николаевич (70) — советский рабочий-металлург, полный кавалер ордена Трудовой Славы (1988)[128].
- Пунга, Виктор Васильевич (82) — советский и российский фтизиатр, доктор медицинских наук (1991), профессор[129].
- Русак, Владимир Степанович (69) — протодиакон Русской православной церкви, церковный историк, публицист[130].
- Фарманфармаян, Мунир (96) — иранская художница[131].
- Цолотка, Петер (94) — чехословацкий государственный деятель, председатель правительства Словацкой Социалистической Республики (1969—1988)[132].
- Чикин, Аркадий Михайлович (64) — российский крымский писатель, прозаик, публицист, журналист[133].
- Шерк, Стефани (43) — американская актриса и модель, жена Демиана Бичира; самоубийство[134].

## 19 апреля

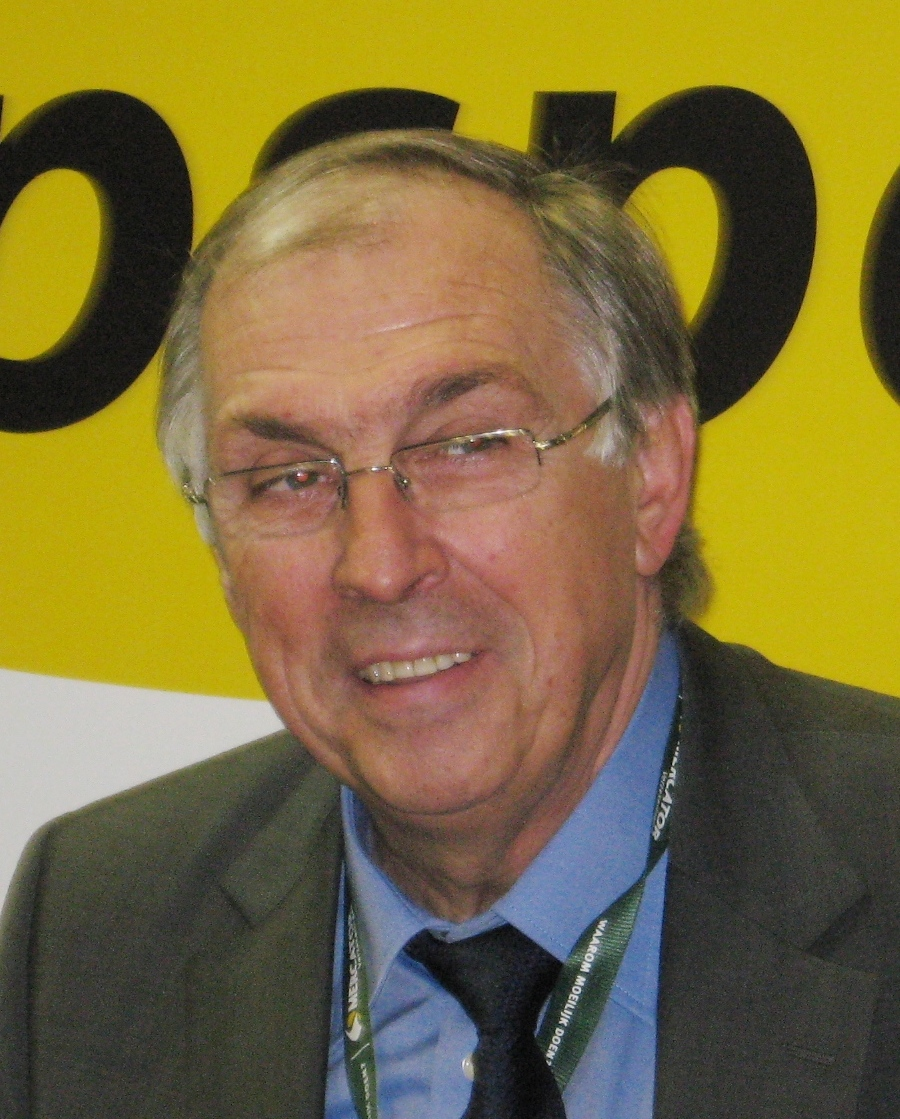
Патрик Серкю

- Бочкарёв, Василий Васильевич (75) — советский и российский якутский скульптор[135].
- Дукса, Марьян Николаевич (76) — белорусский прозаик и поэт[136].
- Кныш, Ренальд Иванович (87) — советский и белорусский тренер по спортивной гимнастике, заслуженный тренер СССР (1964)[137].
- Крем, Уильям (105) — канадский политик, писатель, журналист, троцкист[138].
- Лекант, Павел Александрович (86) — советский и российский лингвист, специалист по синтаксису современного русского языка, заслуженный деятель науки Российской Федерации, почетный профессор Московского государственного областного университета[139].
- Пименов, Юрий Игоревич (61) — советский гребец, серебряный призёр летних Олимпийских игр в Москве (1980), заслуженный мастер спорта СССР (1981)[140].
- Рамирес, Альфонсо (72) — мексиканский актёр и мастер дубляжа[141].
- Северино, Родольфо (82) — филиппинский дипломат, генеральный секретарь АСЕАН (1998—2002), посол Филиппин в Малайзии (1989—1992)[142].
- Серкю, Патрик (74) — бельгийский велогонщик, чемпион летних Олимпийских игр в Токио (1964)[143].
- Сяо Ян (80) — китайский государственный деятель, председатель Верховного народного суда КНР (1998—2008)[144].
- Трофимов, Михаил Ефимович (82) — советский и российский поэт[145].
- Черепанов, Ростислав Фёдорович (93) — советский и российский художник[146].
- Ясуока, Акихару (79) — японский государственный деятель, министр юстиции Японии (2000, 2008)[147].

## 18 апреля

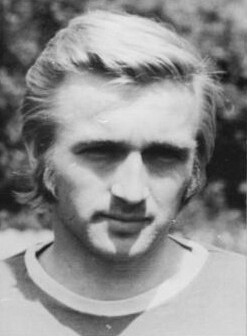
Зигмар Вецлих

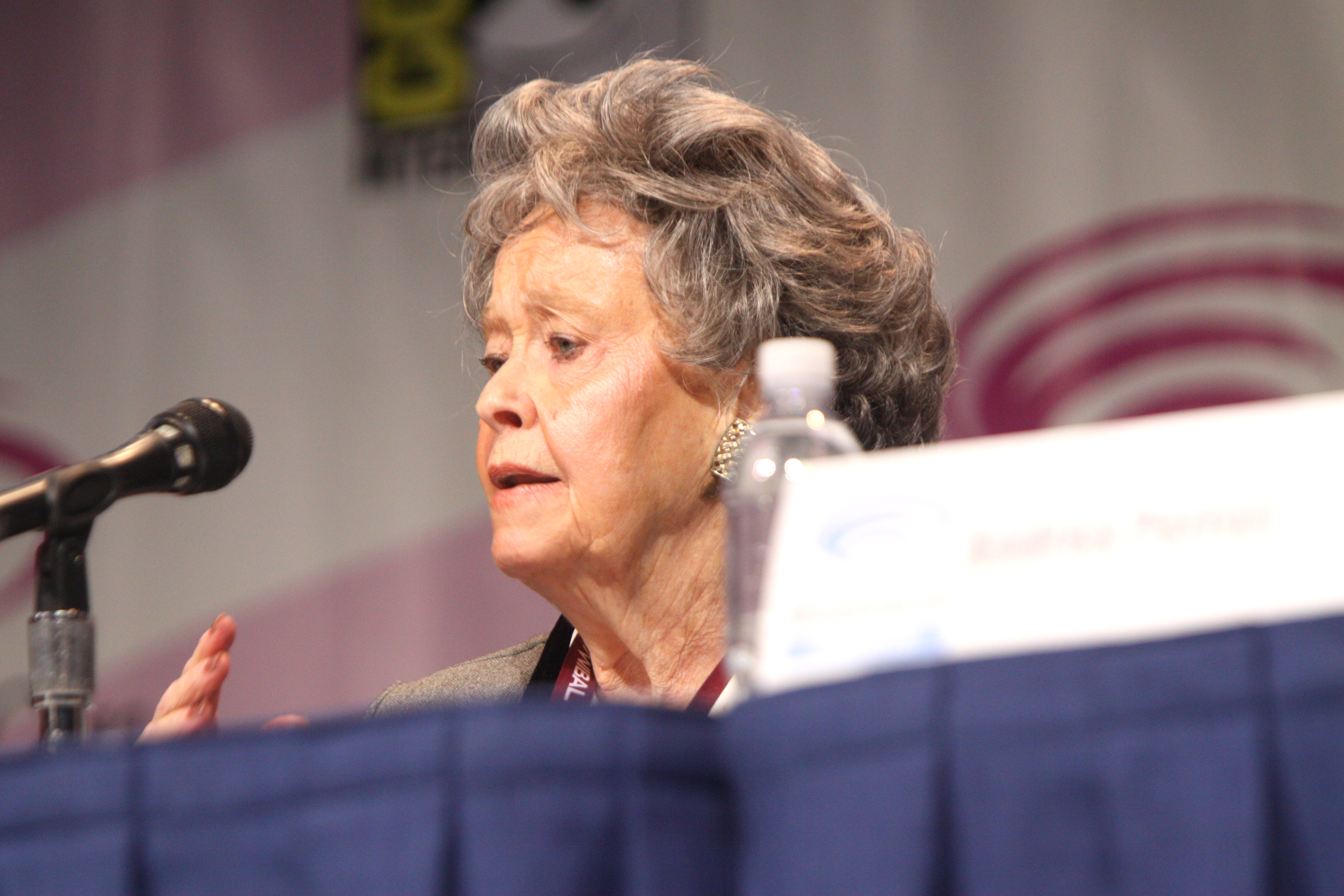
Лоррейн Уоррен

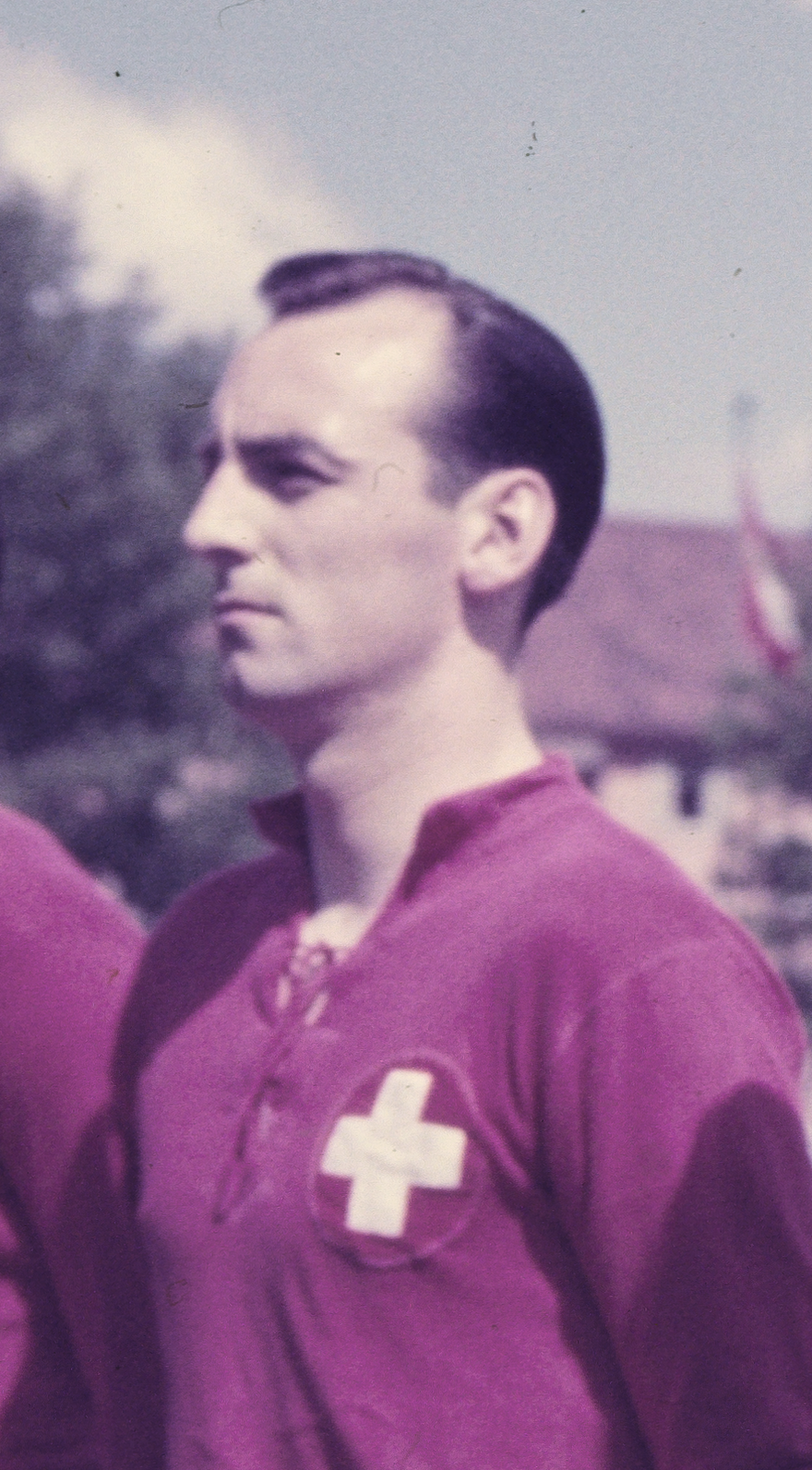
Иво Фрозио

- Бюхлер, Кен (99) — американский профессиональный баскетболист. Чемпион НБЛ в сезоне 1942/1943 годов[148].
- Васильев, Всеволод Иванович (92) — советский и российский юрист, директор Всесоюзного научно-исследовательского института советского государственного строительства и законодательства (1989—1991). Заслуженный деятель науки Российской Федерации[149].
- Вецлих, Зигмар (71) — немецкий футболист, игрок сборной ГДР, бронзовый призёр летних Олимпийских игр в Мюнхене (1972)[150].
- Исмаилов, Кенесбай Серикбаевич (53) — советский и казахстанский писатель, историк, журналист и бард[151].
- Казарина, Антонина Максимовна (88) — советская и российская скрипачка, народная артистка РСФСР (1983)[152].
- Павлов, Сергей Иванович (83) — русский писатель-фантаст[153].
- Тюсин, Геннадий Петрович (81) — советский и российский связист, директор Таганрогского НИИ связи (1984—1988), лауреат Государственной премии СССР (1977)[154].
- Уоррен, Лоррейн (92) — американский исследователь паранормальных явлений[155].
- Уэлш, Брэдли (42) — шотландский киноактёр; убит[156].
- Фрозио, Иво (88) — швейцарский футболист, участник чемпионата мира (1954)[157].
- Чжэн Гоэнь (89) — китайский кинематографист, кинорежиссёр и педагог[158].
- Шер, Яков Абрамович (87) — советский и российский археолог, доктор исторических наук (1981), профессор[159].

## 17 апреля

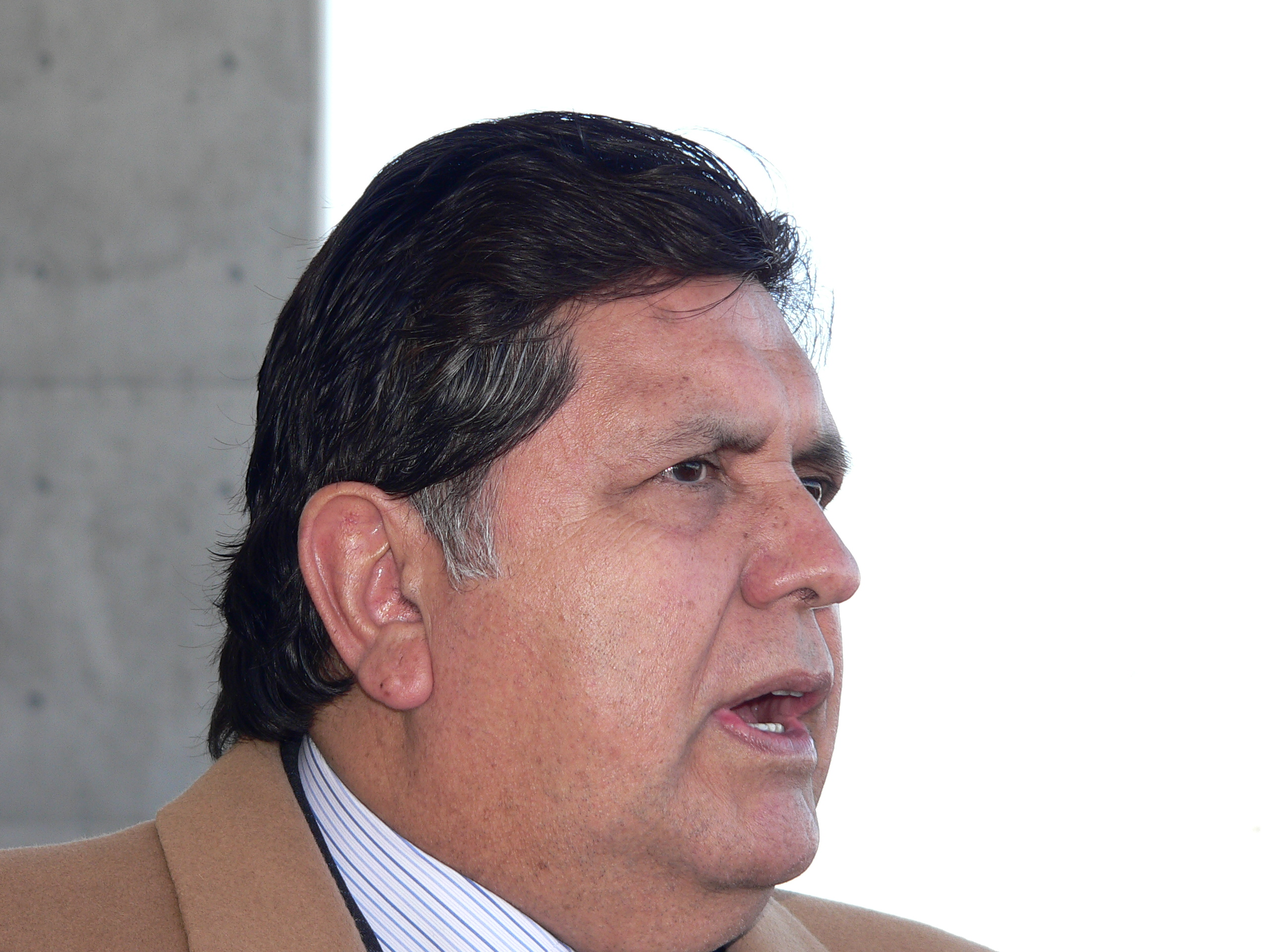
Алан Гарсия

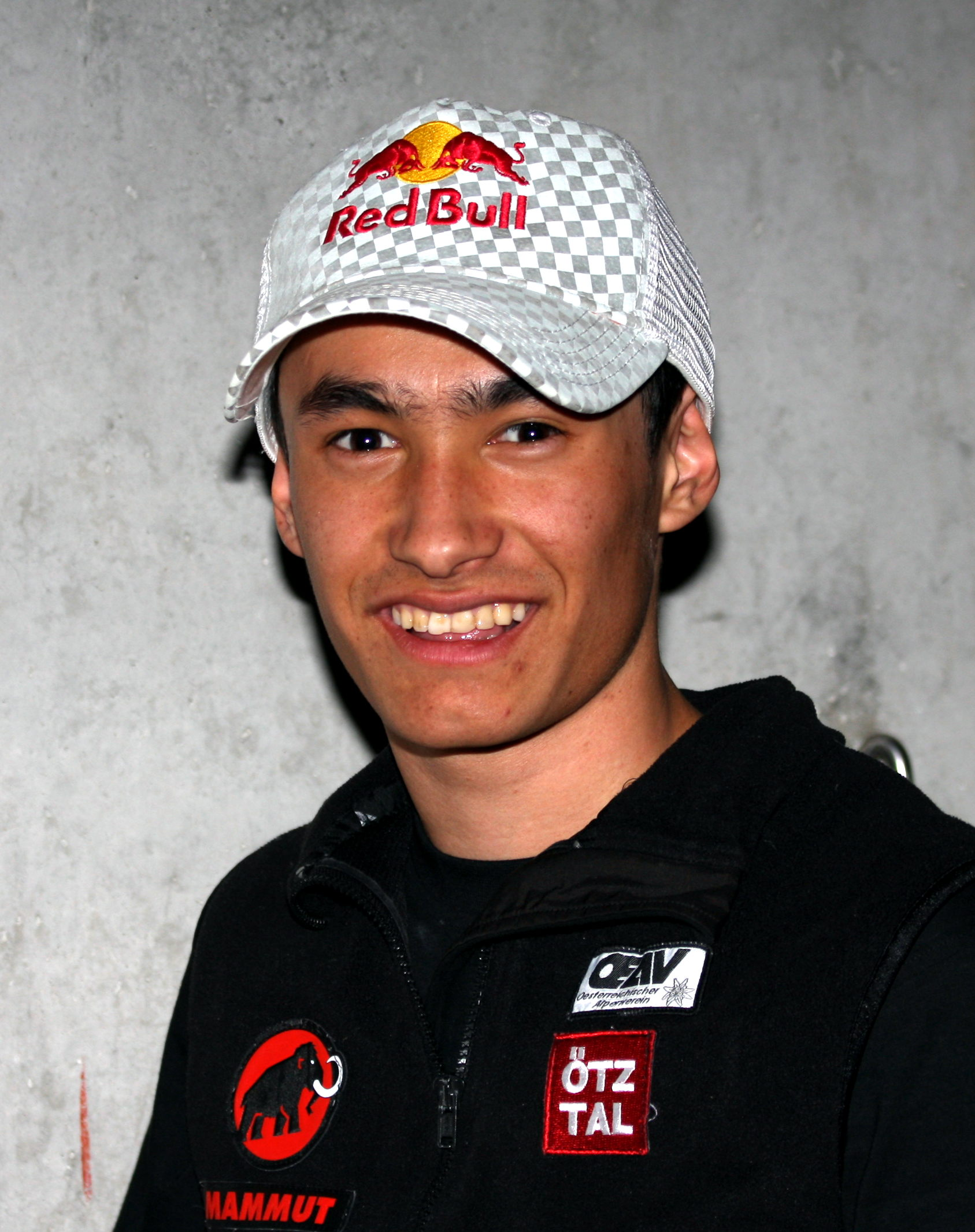
Давид Лама

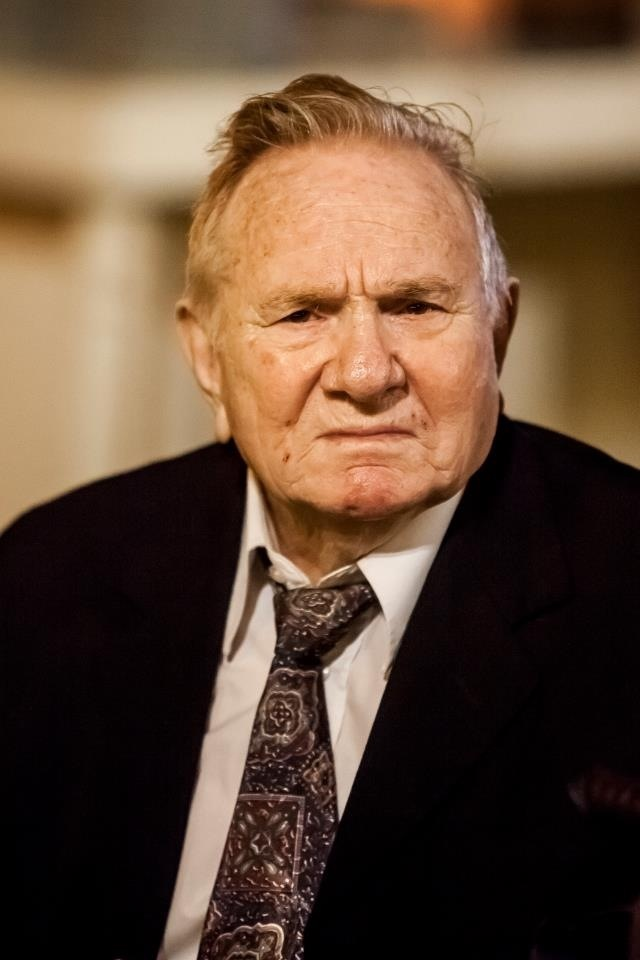
Яаков Нехуштан

- Бржевская, Ирина Сергеевна (89) — советская и российская эстрадная певица, заслуженная артистка РСФСР (1978)[160].
- Верхуфф, Питер (81) — нидерландский кинорежиссёр[161].
- Гарсия, Алан (69) — перуанский государственный деятель, президент Перу (1985—1990, 2006—2011); самоубийство[162].
- Герцик, Владимир Маркович (73) — русский поэт, мастер русского хайку, физик-теоретик[163].
- Зинченко, Олег Николаевич (56) — советский и украинский дзюдоист, мастер спорта СССР международного класса (1986), чемпион Европы по самбо (1992), бронзовый призëр чемпионата мира по самбо (1992)[164].
- Кая, Рышард (57) — польский художник[165].
- Костин, Илья Викторович (39) — российский журналист, специальный корреспондент «Первого канала»[166].
- Лама, Давид (28) — австрийский альпинист; несчастный случай[167].
- Нехуштан, Яаков (93) — израильский государственный деятель, посол Израиля в Нидерландах (1982—1985), отец командующего Военно-воздушными силами Израиля Идо Нехуштана[168].
- Эртель, Анатолий Григорьевич (64) — советский и российский шахматист, основатель академии шахмат «Каисса» (Краснодар), тренер по шахматам, мастер спорта СССР[169].

## 16 апреля

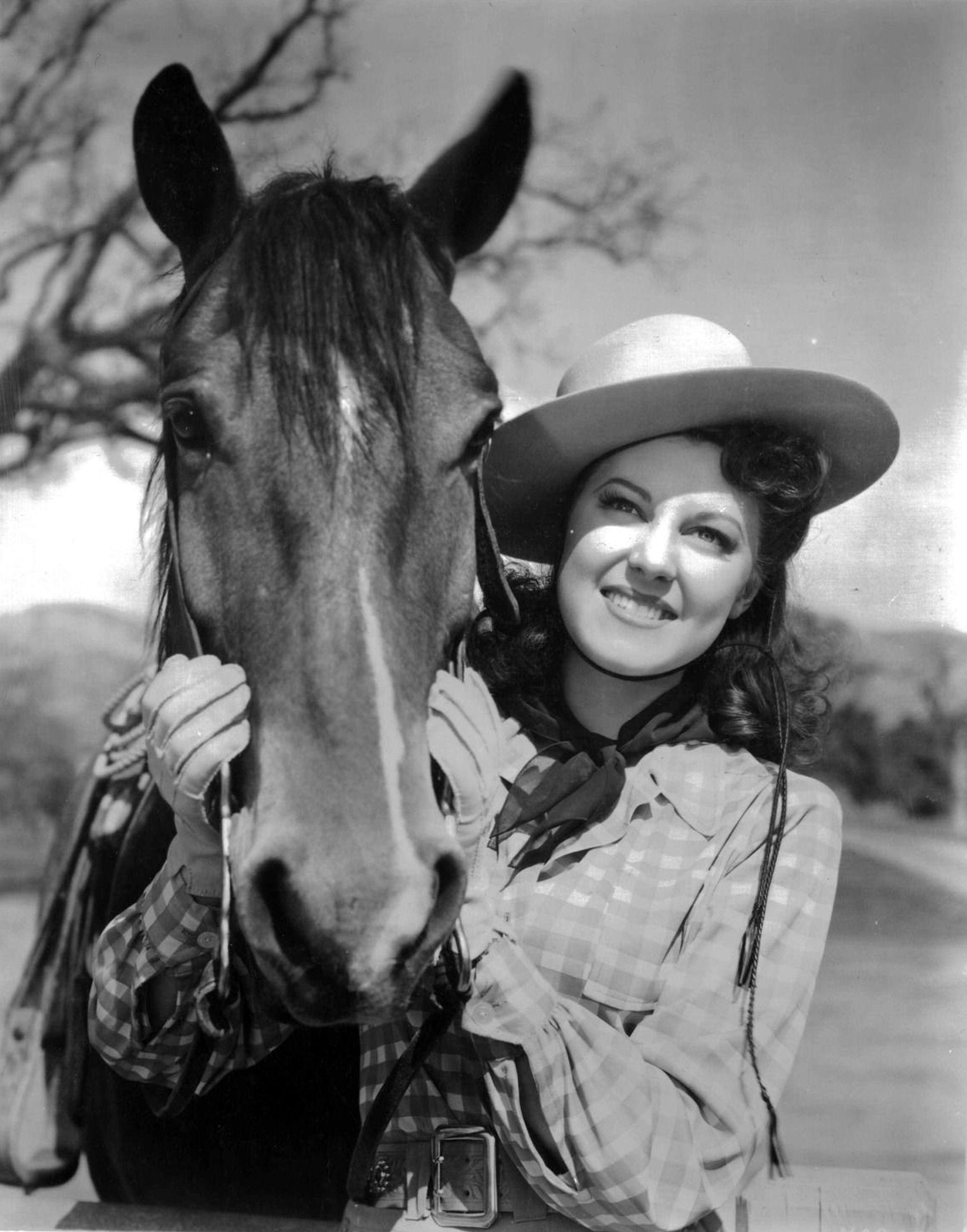
Фэй Маккензи

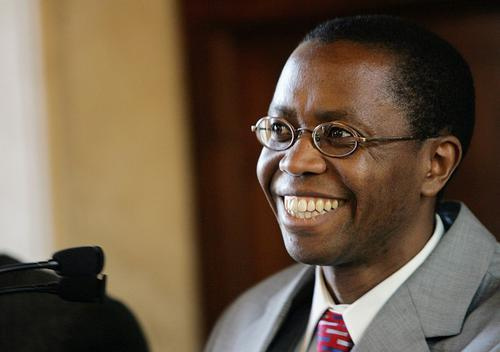
Иньяс Мурванашьяка

- Болтянский, Владимир Григорьевич (93) — советский и российский математик и педагог, член-корреспондент РАО (1993; член-корреспондент АПН РСФСР с 1965, член-корреспондент АПН СССР с 1968)[170].
- Демус, Йорг (90) — австрийский пианист и композитор[171].
- Житны, Милан (71) — словацкий филолог, литературовед и литературный переводчик[172].
- Маккензи, Фэй (101) — американская актриса[173].
- Маклауд, Джон (81) — американский баскетбольный тренер[174].
- Мороз, Валентин Яковлевич (83) — советский и украинский историк и диссидент[175].
- Мурванашьяка, Иньяс (55) — лидер руандийских повстанцев[176].
- Нетцле, Клаус[нем.] (93) — немецкий композитор, музыкант, художник, пионер электронной и прогрессивной музыки в Германии[177].
- Родригес, Хуан Франсиско (68) — испанский боксер, золотой медалист чемпионата Европы по боксу в Мадриде (1971)[178].
- Соколов, Юрий Михайлович (86) — советский и российский дипломат, Чрезвычайный и Полномочный Посол СССР и России в Новой Зеландии (1987—1992)[179].
- Тастанбеков, Усенбай Бахтиярович (99) — советский и казахский журналист.
- Фёдоров, Сергей Алексеевич (57) — российский спортивный функционер, генеральный директор футбольного клуба «Динамо» (2018—2019)[180].
- Эрдниев, Пюрвя Мучкаевич (97) — советский и российский математик-методист, академик РАО (1993; академик АПН СССР с 1989), заслуженный деятель науки РСФСР (1980)[181].

## 15 апреля

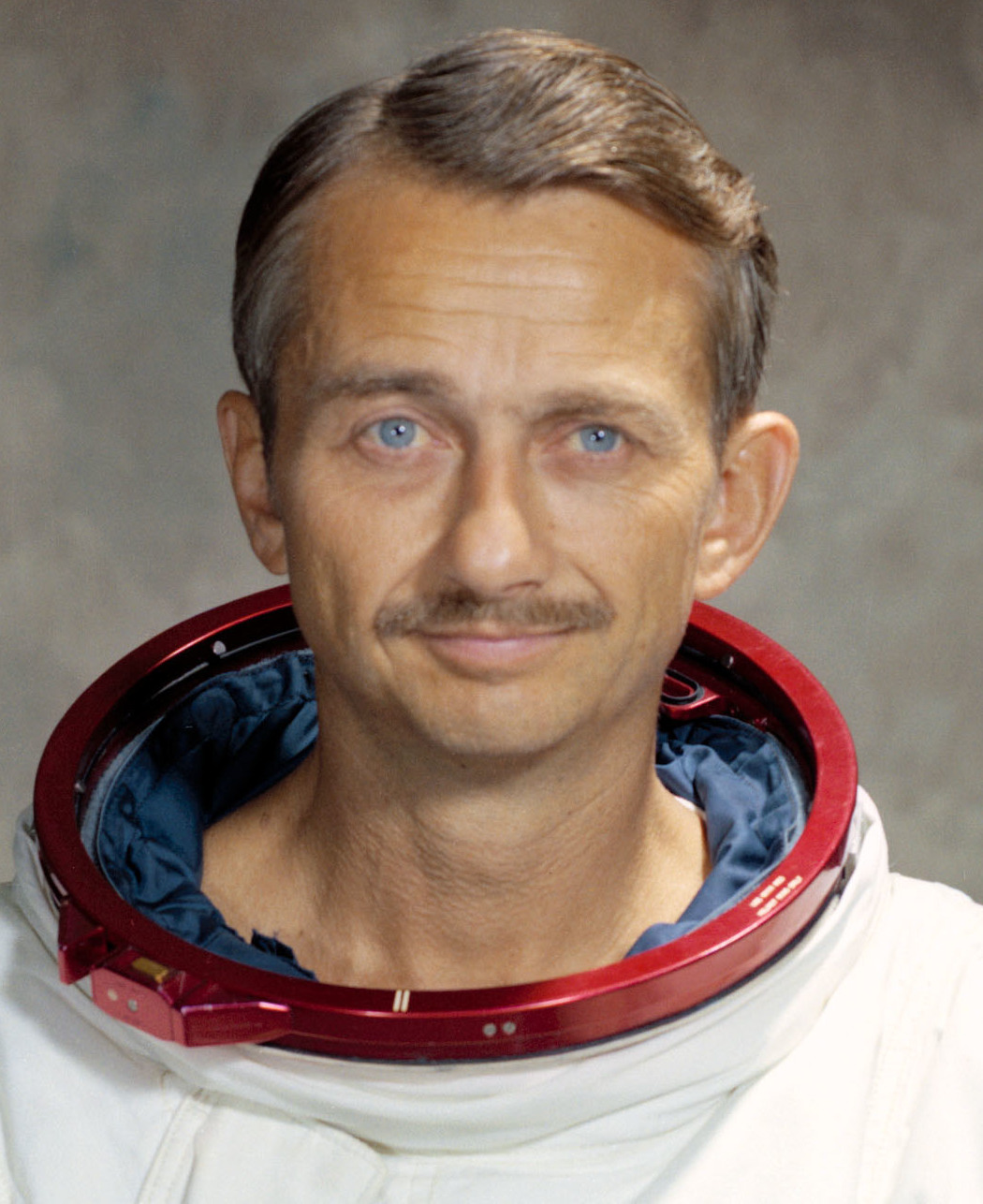
Оуэн Гэрриот

- Адлер, Уоррен (91) — американский писатель и киносценарист[182].
- Ариас Муруэта, Густаво (95) — мексиканский художник, скульптор и поэт[183].
- Гэрриот, Оуэн Кей (88) — американский астронавт (Скайлэб-3)[184].
- Костов, Александр (81) — болгарский футболист[185].
- Менереш, Мария Алберта (88) — португальская поэтесса[186].
- Мысниченко, Владислав Петрович (87) — советский украинский партийный деятель, первый секретарь Харьковского обкома Компартии Украины (1980—1990)[187].
- Перри, Дон (89) — американский хоккеист и хоккейный тренер[188].
- Рид, Лес (83) — британский композитор, пианист и дирижёр[189].
- Силва, Жуакин Алберту (45) — ангольский футболист, игрок национальной сборной[190].
- Шакаримов, Жаркын Жакияулы (71) — советский и казахстанский музыковед, заслуженный деятель искусств Республики Казахстан[191].
- Шковыра, Юрий Демидович (87) — советский и украинский писатель и геолог[192].

## 14 апреля

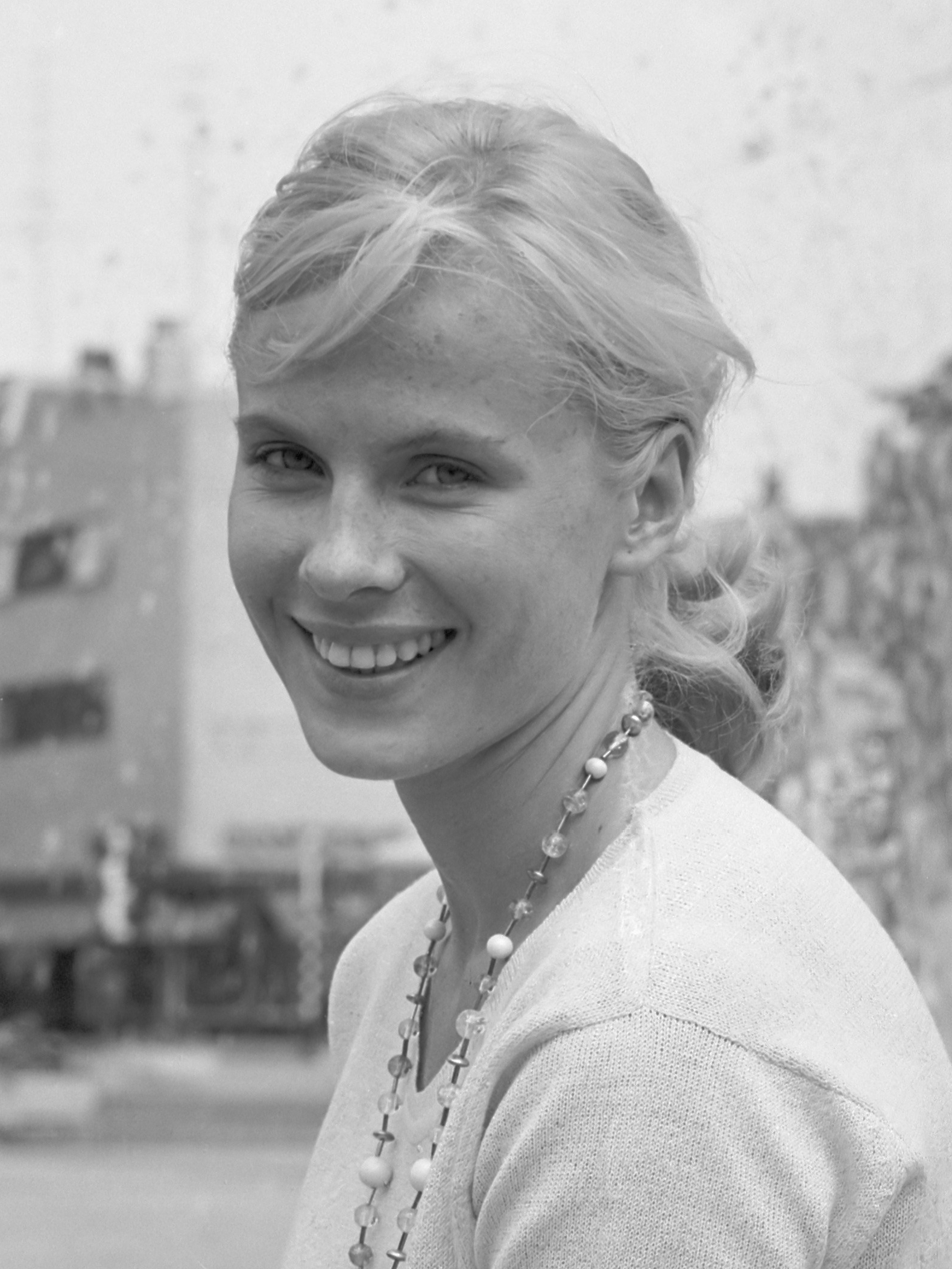
Биби Андерсон

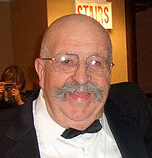
Джин Вулф

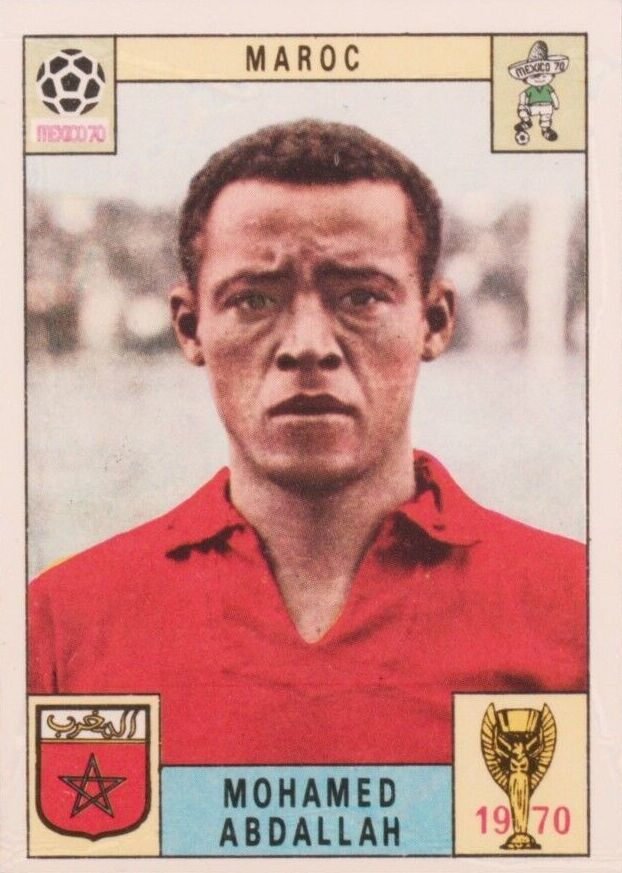
Абдаллах Ламрани

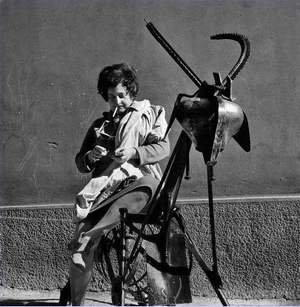
Наталия Мела

- Андерссон, Биби (83) — шведская актриса[193].
- Богомольный, Евгений Исаакович (66) — российский организатор промышленного производства и государственный деятель, генеральный директор АО «Удмуртнефть» (1996—2003), депутат Государственной думы Российской Федерации 4—5-го созывов (2003—2011)[194].
- Вулф, Джин (87) — американский писатель-фантаст[195].
- Дёма, Анатолий Гордеевич (81) — советский и российский скульптор, народный художник Российской Федерации (2008)[196].
- Житлов, Владимир Васильевич (79) — советский и российский тренер по фехтованию, заслуженный тренер СССР (1973)[197].
- Липатников, Владимир Иванович (75) — советский и российский государственный и общественный деятель, председатель Сыктывкарского горисполкома (1988—1990)[198].
- Маркович, Мириана (76) — сербский политический деятель, лидер партии «Югославские левые» (2002—2003), вдова Слободана Милошевича[199].
- Ламрани, Абдаллах (72/73) — марокканский футболист, участник чемпионата мира (1970)[200].
- Мела, Наталия (95) — греческий скульптор[201].
- Набоков, Дмитрий Викторович (42) — российский хоккеист[202].
- Чаррапико, Джузеппе (85) — итальянский политический деятель, сенатор (2003—2008)[203].

## 13 апреля

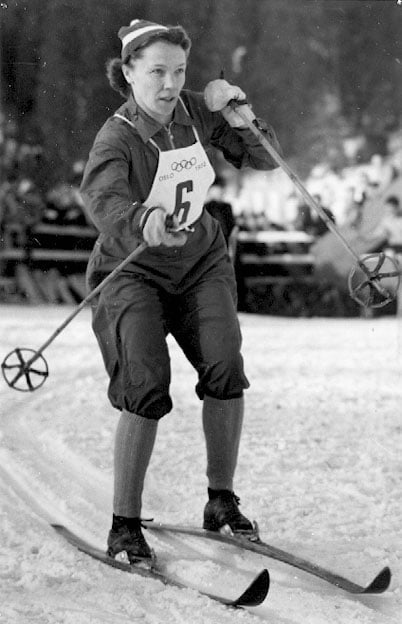
Лидия Видеман

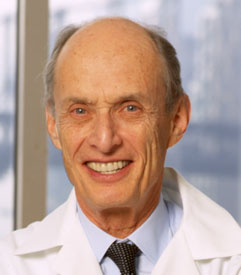
Пол Грингард

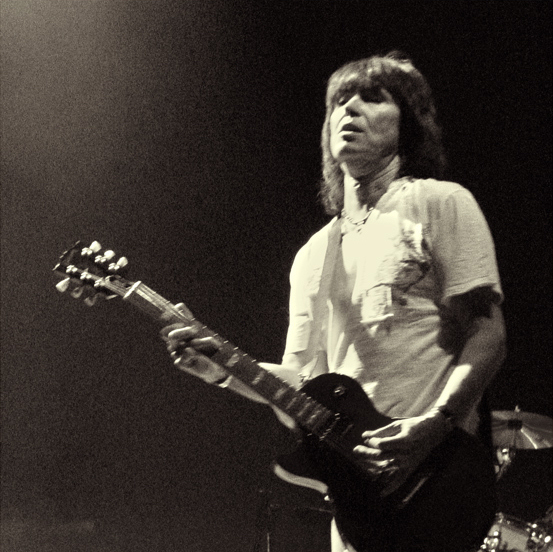
Пол Рэймонд

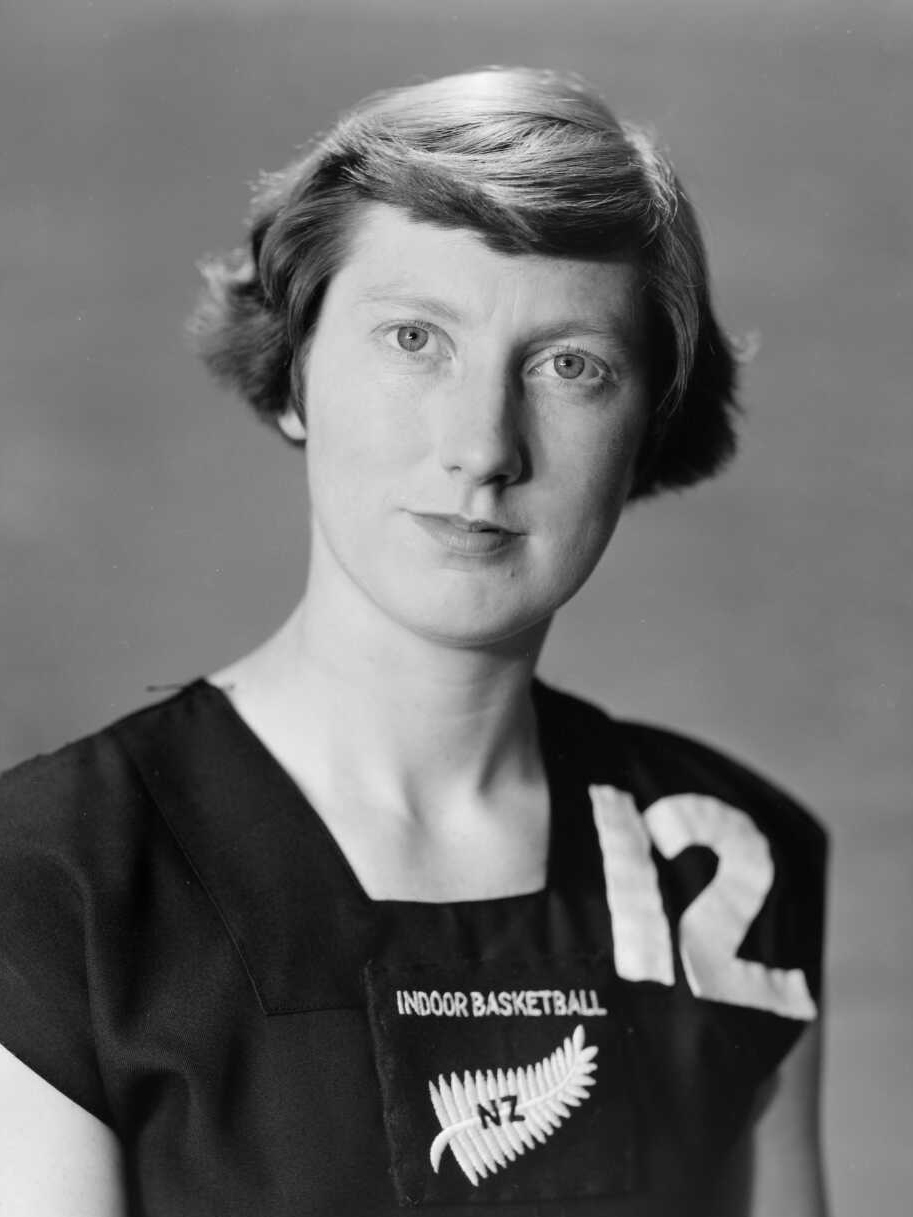
Иветт Уильямс

- Бьюзен, Тони (76) — английский психолог[204] Архивная копия от 13 апреля 2019 на Wayback Machine.
- Видеман, Лидия (98) — финская лыжница, чемпионка зимних Олимпийских игр в Осло (1952)[205].
- Грингард, Пол (93) — американский нейробиолог, лауреат Нобелевской премии по физиологии или медицине (2000)[206].
- Друри, Колин (74) — британский экономист, автор учебников по управленческому учёту[207]
- Кадочников, Алексей Алексеевич (83) — советский и российский мастер рукопашного боя, создатель «Системы Кадочникова»[208].
- Мартынов, Иван Антонович (89) — советский и российский учёный, специалист в области динамики текстильных машин, ректор Московского текстильного института (1970—2002)[209].
- Рэймонд, Пол (73) — британский гитарист и клавишник[210].
- Старши, Ян (85) — чехословацкий хоккеист и тренер национальной сборной[211].
- Уильямс, Иветт (89) — новозеландская легкоатлетка, чемпионка летних Олимпийских игр в Хельсинки (1952)[212].
- Успенская, Ксения Николаевна (96) — советская и российская художница[213].

## 12 апреля

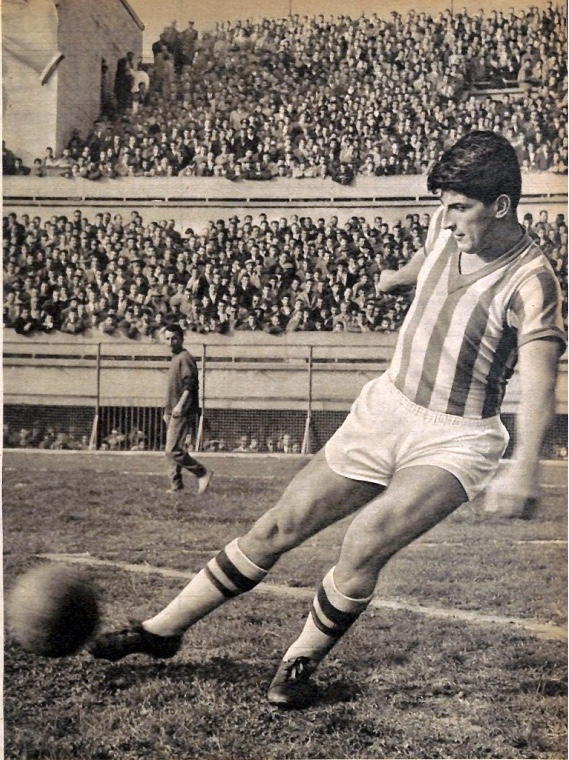
Джан Барту

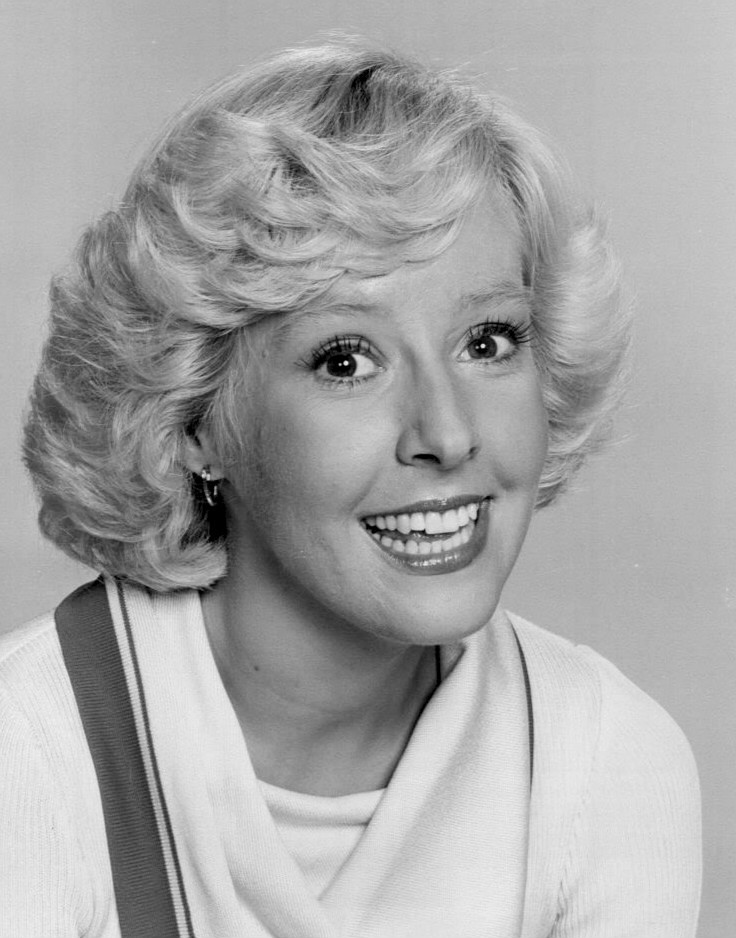
Джорджия Энджел

- Арзуманян, Камо (61) — армянский актёр театра и кино, артист государственного театра Капана, заслуженный артист Республики Армения[214].
- Барту, Джан (83) — турецкий футболист, игрок национальной сборной[215].
- Бродис, Айвор (96) — английский футболист национальной сборной и спортивный журналист, участник чемпионата мира в Швейцарии (1954)[216].
- Грегг, Форрест (85) — американский футболист[217].
- Демири, Алайдин (64) — македонский политический деятель[218].
- Макинери, Джон (75) — английский актёр и драматург[219].
- Смит, Томми (74) — английский футболист, выступавший за клуб «Ливерпуль» (1962—1978) и национальную сборную[220].
- Страхов, Сергей Алексеевич (82) — советский, российский и грузинский режиссёр-документалист[221].
- Холт, Ричард (78) — американо-канадский учёный в области информатики[222].
- Энджел, Джорджия (70) — американская актриса[223].

## 11 апреля
- Богатырёв, Бембулат Берсович (84) — российский политический деятель[224].
- Бойчук, Иван Васильевич (67) — украинский партийный и государственный деятель, председатель Тернопольского областного совета (1996—1998), депутат Верховной рада Украины III созыва (1998—2002)[225].
- Дина (62) — португальская эстрадная певица[226].
- Дозоров, Александр Владимирович (53) — российский учёный, ректор Ульяновского государственного аграрного университета (с 2004)[227].
- Като, Кадзухико (81) — японский мангака[228].
- Кильмаматов, Рамиль Исмагилович (69) — советский и российский фотохудожник, народный художник Башкортостана[229].
- Когнито, Ян (60) — британский стэнд-ап комик[230].
- Кройчик, Лев Ефремович (84) — советский и российский журналист, доктор филологических наук, профессор[231].
- Лаланн, Клод (93) — французский скульптор[232].
- Пономаренко, Иван Викторович (73) — советский и украинский певец (баритон), народный артист Украины[233].
- Савицкий, Дмитрий Петрович (75) — русский писатель, поэт, ведущий передачи «49 минут джаза» на радио «Свобода»[234].
- Тетюхин, Владислав Валентинович (86) — российский организатор производства и меценат, генеральный директор ВСМПО-АВИСМА (1992—2008), доктор технических наук[235].
- Усов, Борис (48) — российский поэт, солист московской панк-рок-группы «Соломенные еноты»[236].
- Щербакова, Аэлита (24) — казахстанская дзюдоистка, двукратная чемпионка Казахстана, мастер спорта международного класса[237].

## 10 апреля
- Моренков, Эмиль Дмитриевич (81) — советский и российский учёный-нейрофизиолог[238].
- Мугерса, Хавьер (82) — испанский философ[239].
- Фролов, Геннадий Алексеевич (81) — советский и российский актёр театра и кино, народный артист Российской Федерации (1992)[240].
- Шмелькова, Наталья Александровна (77) — советская и российская писательница и мемуарист[241].
- Яненко, Элана Константиновна (86) — советский и российский уролог, доктор медицинских наук (1980), профессор (1990), заслуженный деятель науки Российской Федерации (1994)[242].

## 9 апреля

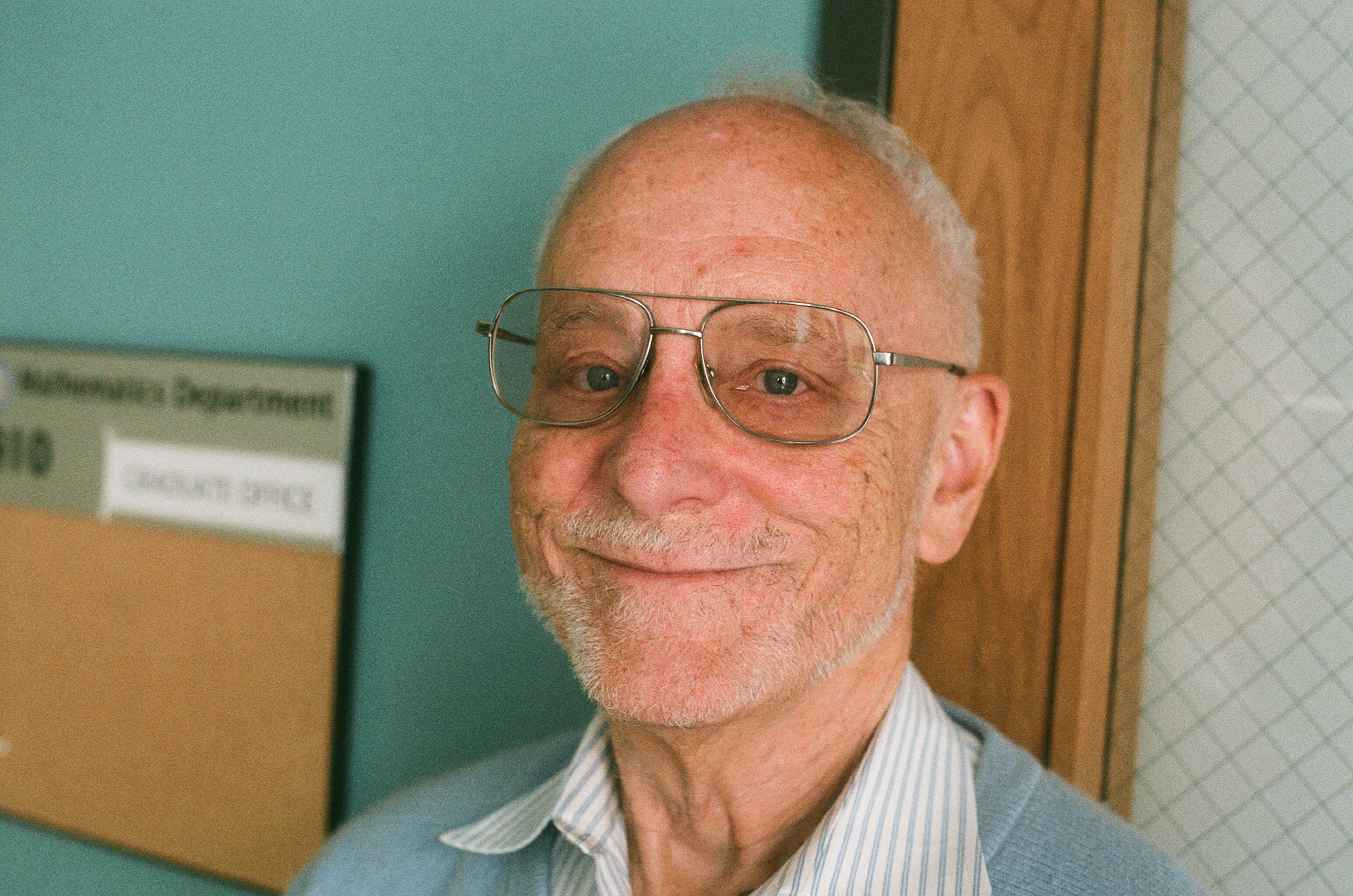
Элвин Берлекэмп

- Антонов, Виктор Иванович (84) — советский украинский ученый и государственный деятель, министр по вопросам оборонного комплекса и конверсии Украины (1991—1992), министр машиностроения, ВПК и конверсии Украины (1992—1993)[243].
- Бенюк, Пётр Михайлович (73) — советский и украинский актёр театра и кино, народный артист Украины (1996)[244].
- Берлекэмп, Элвин (78) — американский математик, член Национальной академии наук США (1999)[245].
- Горбачёв, Николай Степанович (70) — советский спортсмен (гребля на байдарках), чемпион летних Олимпийских игр в Мюнхене (1972), заслуженный мастер спорта СССР (1972)[246].
- Коул, Ричард (103) — американский военный пилот, последний остававшийся в живых участник операции «Рейд Дулиттла»[247] Архивная копия от 9 апреля 2019 на Wayback Machine.
- Матвеева, Клара Алексеевна (92) — советский и российский скульптор[248].
- Межуев, Вадим Михайлович (85) — советский и российский философ и культуролог[249].
- Митропольский, Юрий Иванович (83) — советский и российский учёный в области вычислительной техники, член-корреспондент РАН (1991; член-корреспондент АН СССР с 1990)[250].
- Сазанов, Владимир Александрович (77) — советский партийный деятель, первый секретарь Пензенского горкома КПСС (1986—1990)[251].
- Холландер, Пол (86) — американский социолог[252].

## 8 апреля
- Абдул Азиз, Шейх — бангладешский государственный деятель, министр информации (1973)[253].
- Благов, Виктор Дмитриевич (83) — главный специалист Ракетно-космической корпорации «Энергия», проектировщик космических кораблей «Восток», «Восход» и других[254][255].
- Босторин, Олег Владимирович (87) — советский и российский дипломат, Чрезвычайный и Полномочный Посол СССР в Кампучии (1979—1985), СССР и России в Таиланде (1991—1997)[256].
- Лихачёв, Василий Николаевич (67) — российский государственный деятель, доктор юридических наук, профессор, председатель Государственного совета Республики Татарстан (1995—1998), депутат Государственной думы Федерального собрания Российской Федерации VI созыва (2011—2016)[257].
- Регин, Надя (87) — сербская киноактриса[258].
- Салонна, Йозеф (58) — словацкий ватерполист и тренер («Червена звезда», Братислава), чемпион ЧССР[259].
- Уоллес, Анзак (76) — новозеландская актриса[260].
- Харальдсет, Лейф (89) — норвежский государственный деятель, министр местного самоуправления (1986—1987)[261].
- Цаголов, Георгий Николаевич (78) — советский и российский экономист и публицист[262].
- Чуканов, Анатолий Дмитриевич (84) — советский и российский передовик сельского хозяйства, директор племзавода «Пригородный» Тамбовской области, Герой Социалистического Труда (1981) (о смерти стало известно в этот день)[263].

## 7 апреля

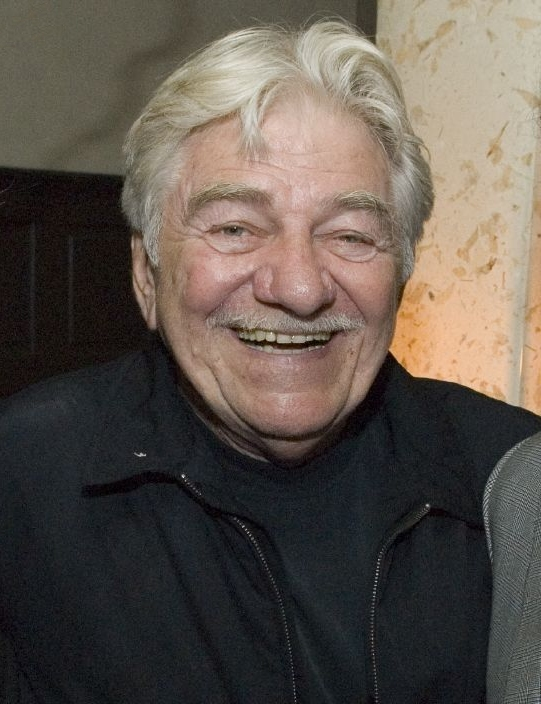
Сеймур Кассел

- Бальестерос Рейес, Уго Эухенио (87) — чилийский политик, депутат парламента, член Сената Чили, постоянный представитель Чилийской Республики при ООН[264].
- Григоров, Владимир Васильевич (82) — советский и украинский художник[265].
- Кассел, Сеймур (84) — американский актёр[266].
- Кудрицкий, Владимир Вениаминович — советский и российский тренер по баскетболу[267].
- Курган, Владимир Ильич (66) — белорусский театральный актёр, артист Белорусского Национального театра драмы имени Максима Горького (с 1974)[268].
- Мансанилья Шаффер, Виктор (94) — мексиканский государственный деятель, губернатор Юкатана (1988—1991)[269].
- Нейлор, Майя-Лесия (16) — английская актриса, фотомодель и певица[270].
- Опдайк, Нил (86) — американский геолог[271].
- Розен, Билли (90) — американский игрок в бридж, победитель Бермудского кубка (1954)[272].
- Рэтклифф, Сэнди (70) — английская актриса[273].
- Третьяков, Сергей Михайлович (68) — российский дипломат, Чрезвычайный и Полномочный Посол Российской Федерации в Иране (1993—1997)[274].

## 6 апреля

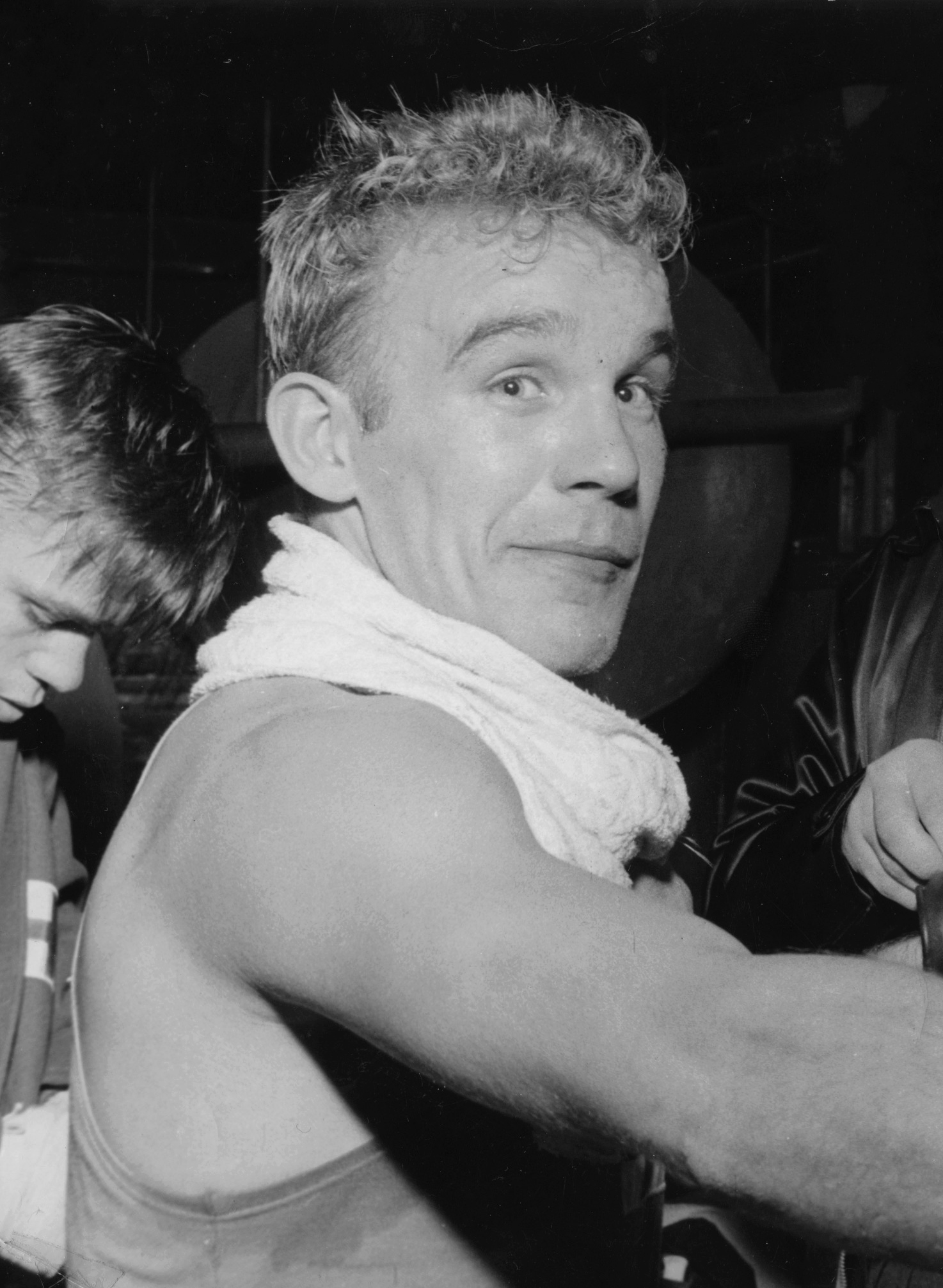
Олли Мяки

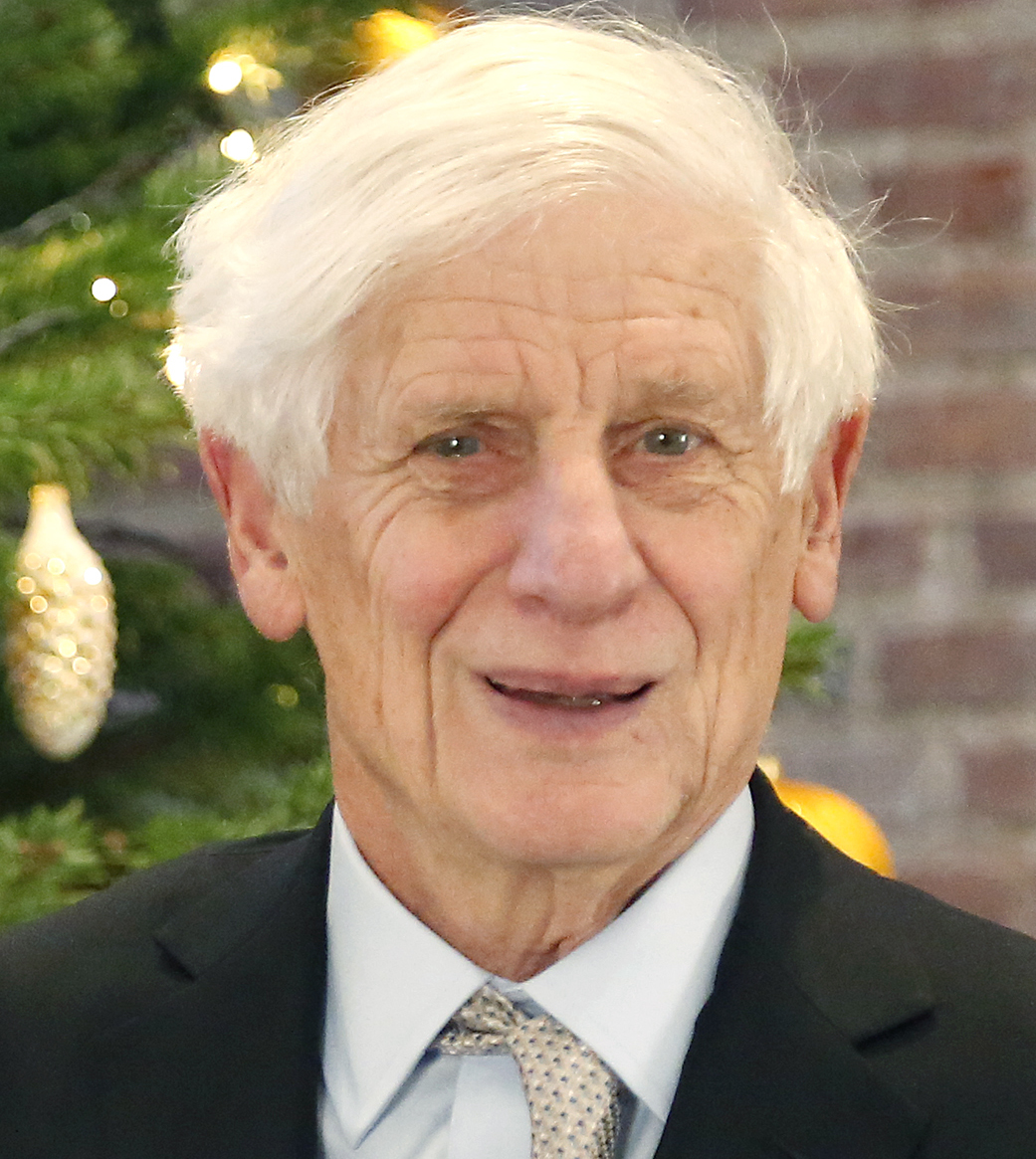
Дэйвид Таулесс

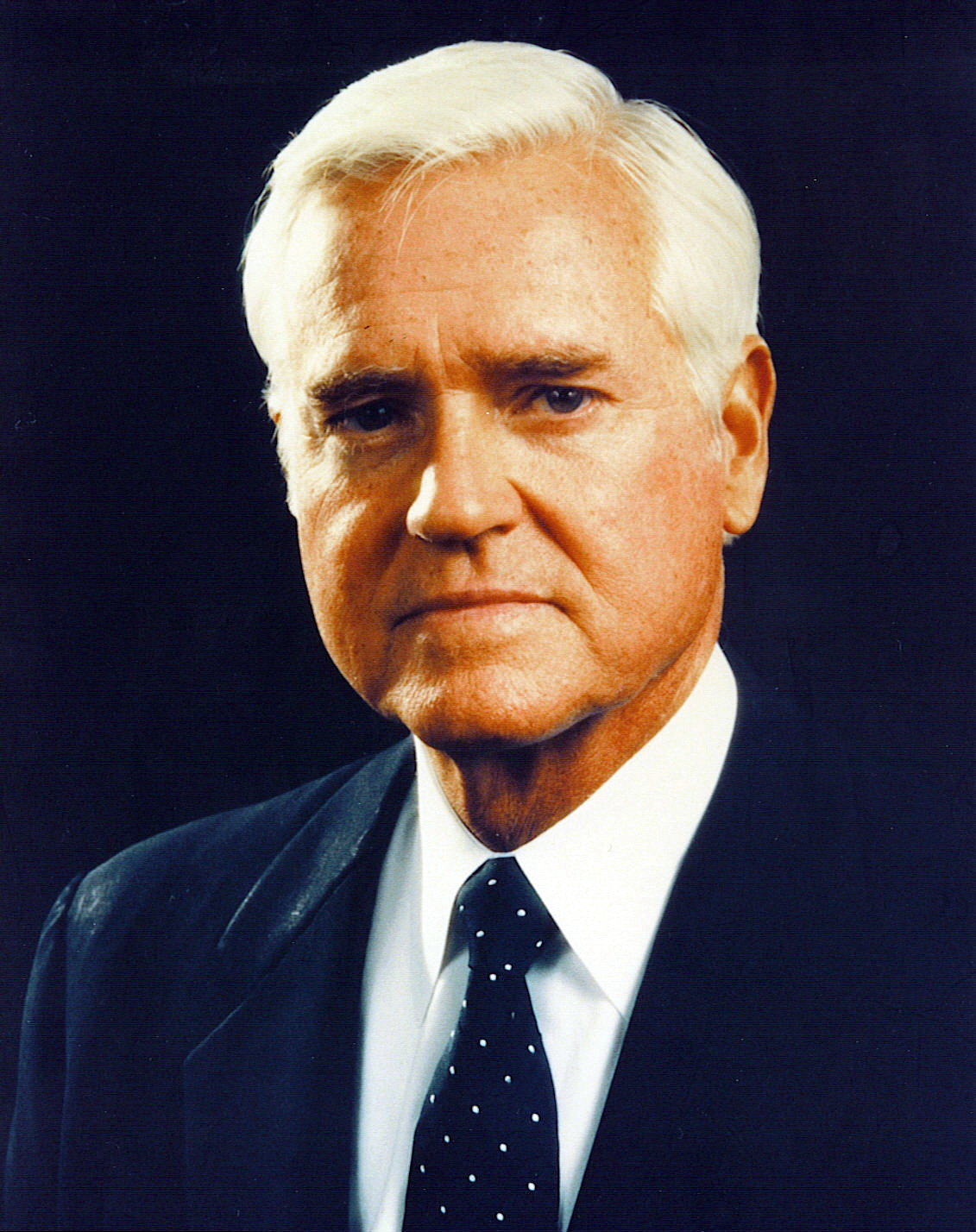
Эрнест Холлингс

- Абдеев, Рифгат Фаизович (92) — российский кибернетик, доктор философских наук, профессор[275].
- Балыкбаева, Жаркын Култунбаевна (76) — киргизская актриса театра и кино[276].
- Барциц, Валерий Чинчорович (77) — советский и абхазский спортивный общественный деятель, судья международной категории по конному спорту, председатель Госкомспорта Республики Абхазия (1996—2003), президент Олимпийского комитета Абхазии[277].
- Глейзер, Джим (81) — американский певец[278].
- Грин, Ричард (82) — американский сексолог и психиатр, президент-основатель Международной академии сексуальных исследований (1975)[279].
- Золоторевский, Вадим Семёнович (82) — советский и российский учёный-металлург, специалист в области металловедения цветных металлов и сплавов. Лауреат Премии Совета Министров СССР, заслуженный работник высшей школы Российской Федерации[280].
- Коулман, Пол (87) — американский исследователь космоса[281].
- Крыса, Любомир Стефанович (78) — советский и украинский фотохудожник[282].
- Мяки, Олли (82) — финский боксёр, победитель чемпионата Европы по боксу в Люцерне (1959)[283].
- Самад, Телли (74) — бангладешский актёр[284].
- Таулесс, Дэйвид (84) — англо-американский физик, лауреат Нобелевской премии по физике (2016)[285].
- Холлингс, Эрнест Фредерик (97) — американский государственный деятель, губернатор Южной Каролины (1959—1963), cенатор США от штата Южная Каролина (1966—2005)[286].
- Щетинин, Владимир (66) — советский футболист («Темпо», Таллин)[287].

## 5 апреля

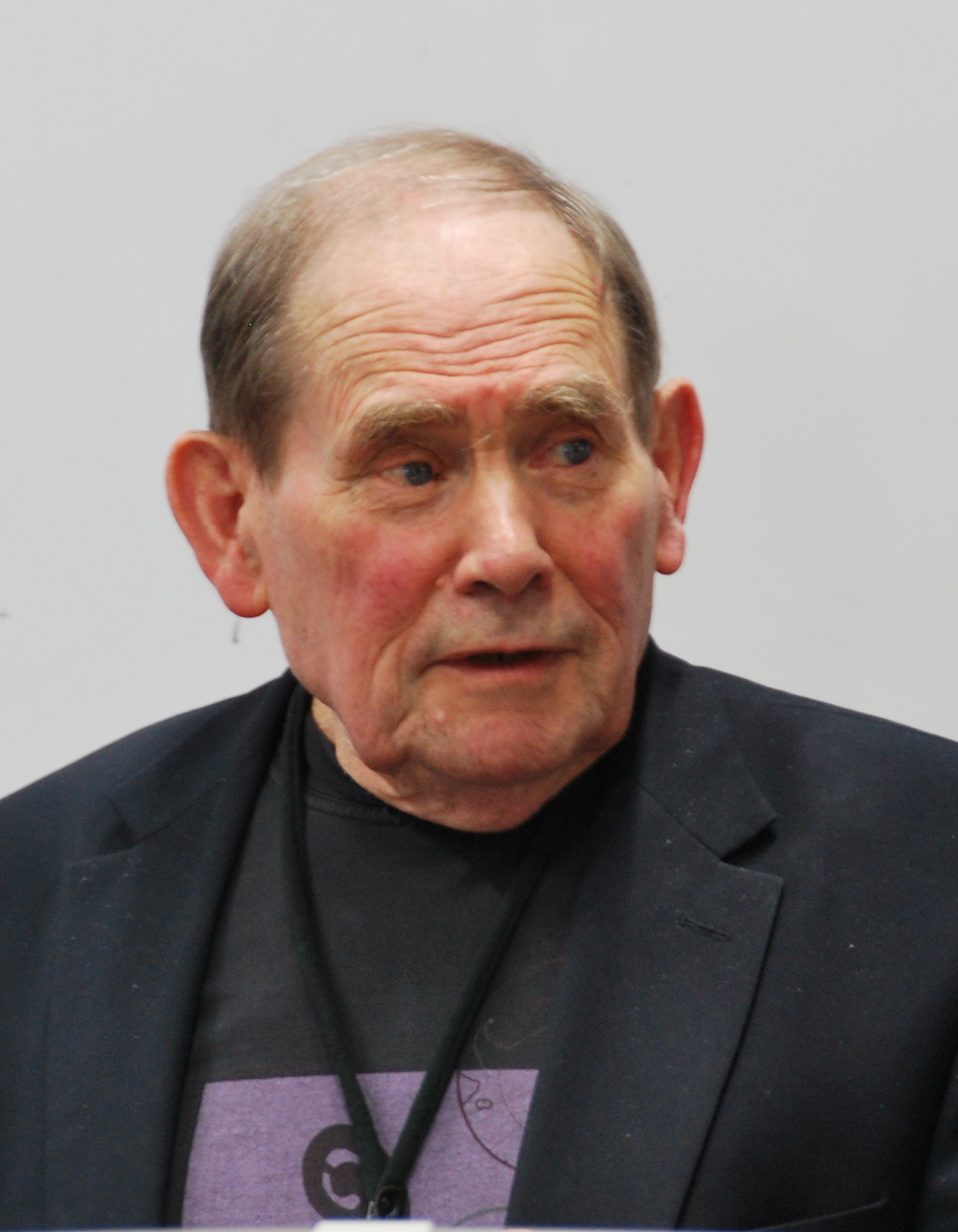
Сидней Бреннер

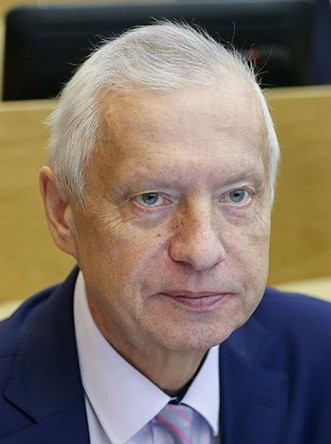
Николай Ковалёв

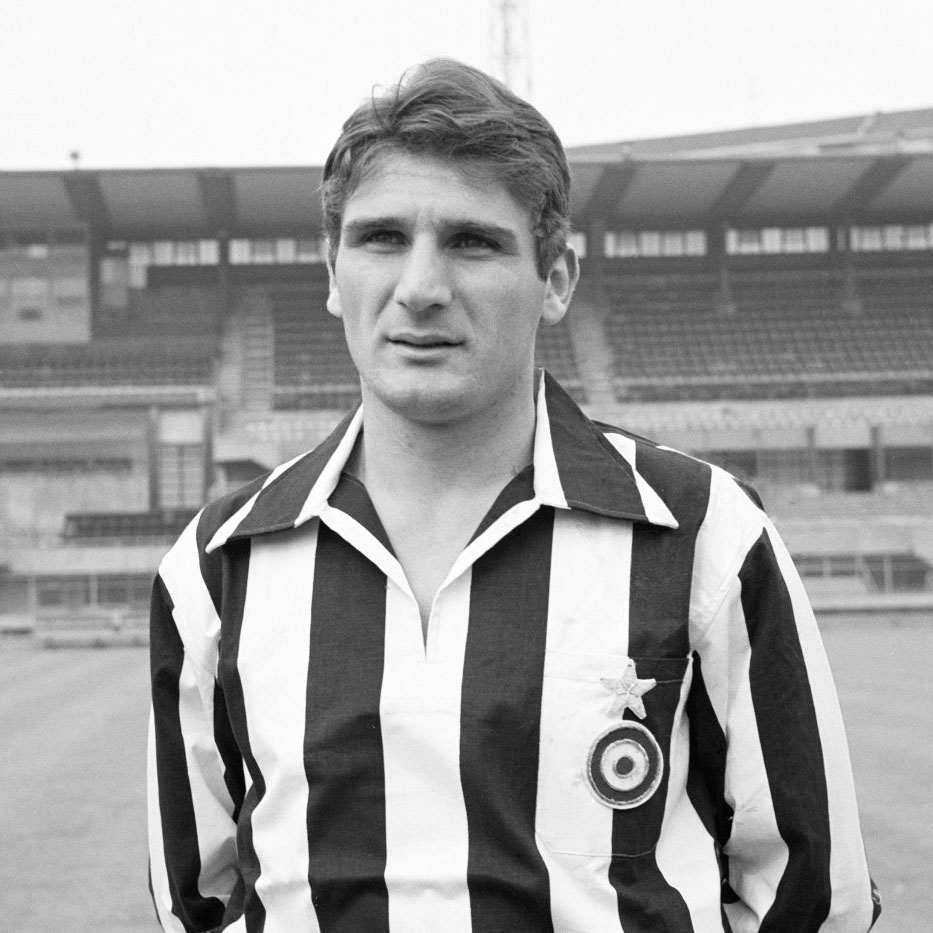
Джанфранко Леончини

- Бреннер, Сидней (92) — южноафриканский и британский биолог, лауреат Нобелевской премии по физиологии или медицине (2002)[288].
- Глиндеманн, Иб (84) — датский композитор и дирижёр[289].
- Дранишников, Василий Васильевич (82) — советский и российский график, заслуженный художник Российской Федерации (1998), член-корреспондент РАХ (2007)[290].
- Добиш, Игорь (77) — словацкий режиссёр-документалист[291].
- Кармби, Джон (89) — британский актёр[292].
- Ковалёв, Николай Дмитриевич (69) — советский и российский государственный деятель, директор ФСБ России (1996—1998), генерал армии (1998)[293].
- Котлер, Хулио (86) — перуанский антрополог, социолог и политолог, директор Института перуанских исследований (с 1985)[294].
- Крашкин, Иван Семёнович (91) — советский и российский ученый, горный инженер, специализирующийся в горно-добывающей отрасли угольной промышленности. Лауреат Государственной премии СССР (1969) [источник не указан 2048 дней].
- Леончини, Джанфранко (79) — итальянский футболист национальной сборной, участник чемпионата мира 1966 года в Англии[295].
- Лопес, Пастор (74) — венесуэльский певец и автор песен[296].
- Мартыненко, Григорий Яковлевич (83) — российский учёный в области математической лингвистики, певец и писатель, доктор филологических наук (1989), профессор[297].
- Ованнисян, Владимир (79) — советский и армянский театральный актёр, заслуженный артист Республики Армения[298].
- Пелоссо, Берто (85) — итальянский сценарист[299].
- Пёусти, Лассе (92) — финский актёр, режиссёр и сценарист[300].
- Серкеджиев-Пенсер, Петко (71) — болгарский художник-реставратор[301].
- Стоун, Анджела (37) — американская порноактриса[302].
- Фомичёв, Владимир Алексеевич (75) — советский футболист, тренер и военный переводчик, выступал за клуб ЦСКА (1961—1963)[303].
- Шима, Тадеуш (76) — польский режиссёр-документалист и поэт[304].
- Шорникова, Мария Исааковна (63) — российский музыковед[305].

## 4 апреля

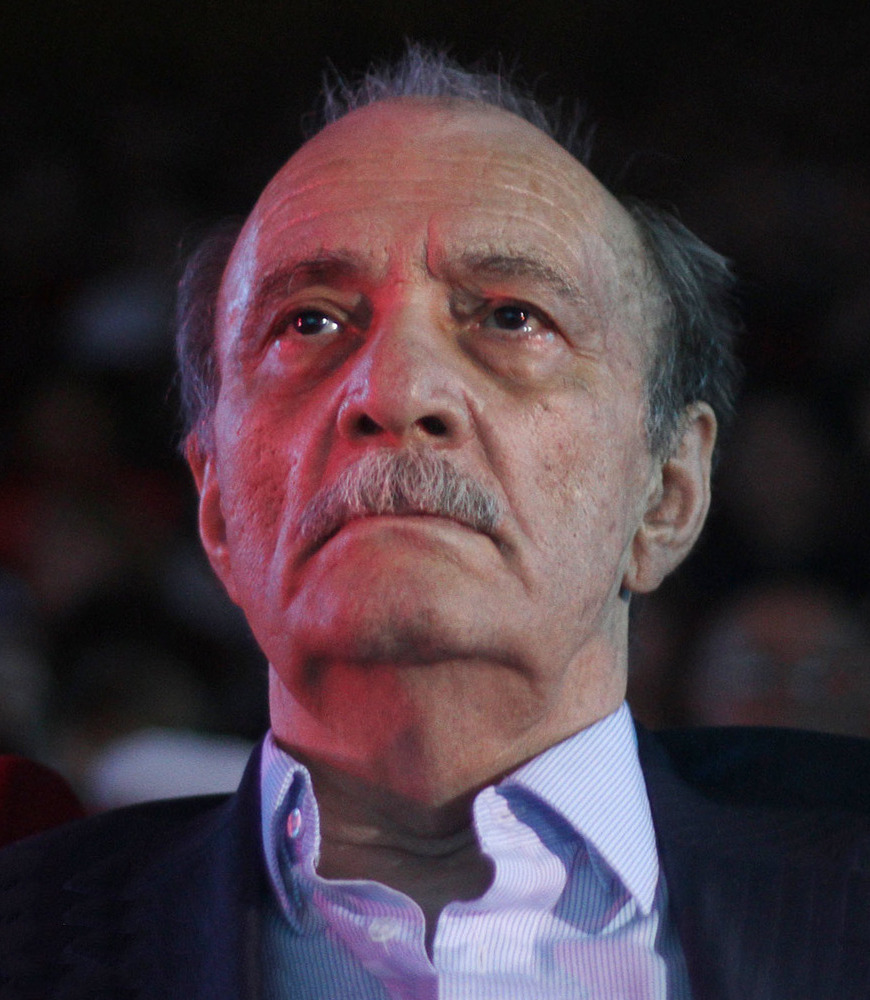
Георгий Данелия

- Данелия, Георгий Николаевич (88) — советский и российский кинорежиссёр, народный артист СССР (1989)[306].
- Донг Си Нгуен (96) — вьетнамский государственный и военный деятель, заместитель председателя Совета Министров Социалистической Республики Вьетнам (1982—1991)[307].
- Зарубина, Раиса Михайловна (76) — передовик советской оборонной промышленности, сборщица завода имени Масленникова (ЗиМ), Герой Социалистического Труда (1986)[308].
- Кортес, Альберто (79) — аргентинский певец[309].
- Малкин, Бэрри (80) — американский монтажёр, двукратный номинант на премию «Оскар» (1985, 1991)[310].
- Манн, Харольд (76) — американский пловец, чемпион летних Олимпийских игр в Токио (1964)[311].
- Мейсон, Мерилин (93) — американская органистка и музыкальный педагог[312].
- Мразек, Иван (93) — чешский баскетболист и тренер, чемпион Европы в Швейцарии (1946)[313].
- Пиццорно, Алессандро (95) — итальянский социолог и философ[314].
- Полонский, Артур (93) — американский художник[315].
- Сивак, Альбин (86) — польский политический деятель, член Политбюро ЦК ПОРП (1981—1986)[316].
- Сидоренко, Дмитрий Прокофьевич (91) — передовик советской космической промышленности, слесарь завода «Южмаш», Герой Социалистического Труда (1969)[317].
- Скуг, Майер (92) — американский баскетболист[318].
- Томаева, Ада Борисовна (78) — советская и российская осетинская писательница и телеведущая, заслуженный работник культуры Российской Федерации[319].
- Хайнс, Роберта (89) — американская актриса[320].

## 3 апреля

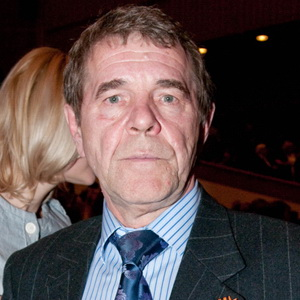
Алексей Булдаков

- Асланов, Агалар (65) — азербайджанский тренер по греко-римской борьбе, заслуженный тренер Азербайджана[321].
- Булдаков, Алексей Иванович (68) — советский и российский актёр театра и кино, народный артист Российской Федерации (2009)[322].
- Вуйчик, Ежи (88) — польский кинооператор, кинорежиссёр и сценарист[323].
- Иверсен, Эйнар (88) — норвежский джазовый композитор и пианист[324].
- Куяте, Мабу (29) — буркинийский и французский актёр[325].
- Лихтенштейн, Жаклин (72) — французский философ и историк искусства[326][326]..
- Манушин, Борис Владимирович (84) — советский и российский фотохудожник и писатель[327].
- Пон, Морис (97) — французский поэт-песенник[328].
- Сегалович, Валентин Ильич (83) — советский, казахстанский и российский геофизик, лауреат Государственной премии СССР, отец основателя «Яндекса» Ильи Сегаловича[329].
- Смит, Шон (53) — американский певец, автор песен и музыкант The Twilight Singers[330].
- Харебов, Леонид Петрович (86) — советский и осетинский писатель и журналист[331].

## 2 апреля

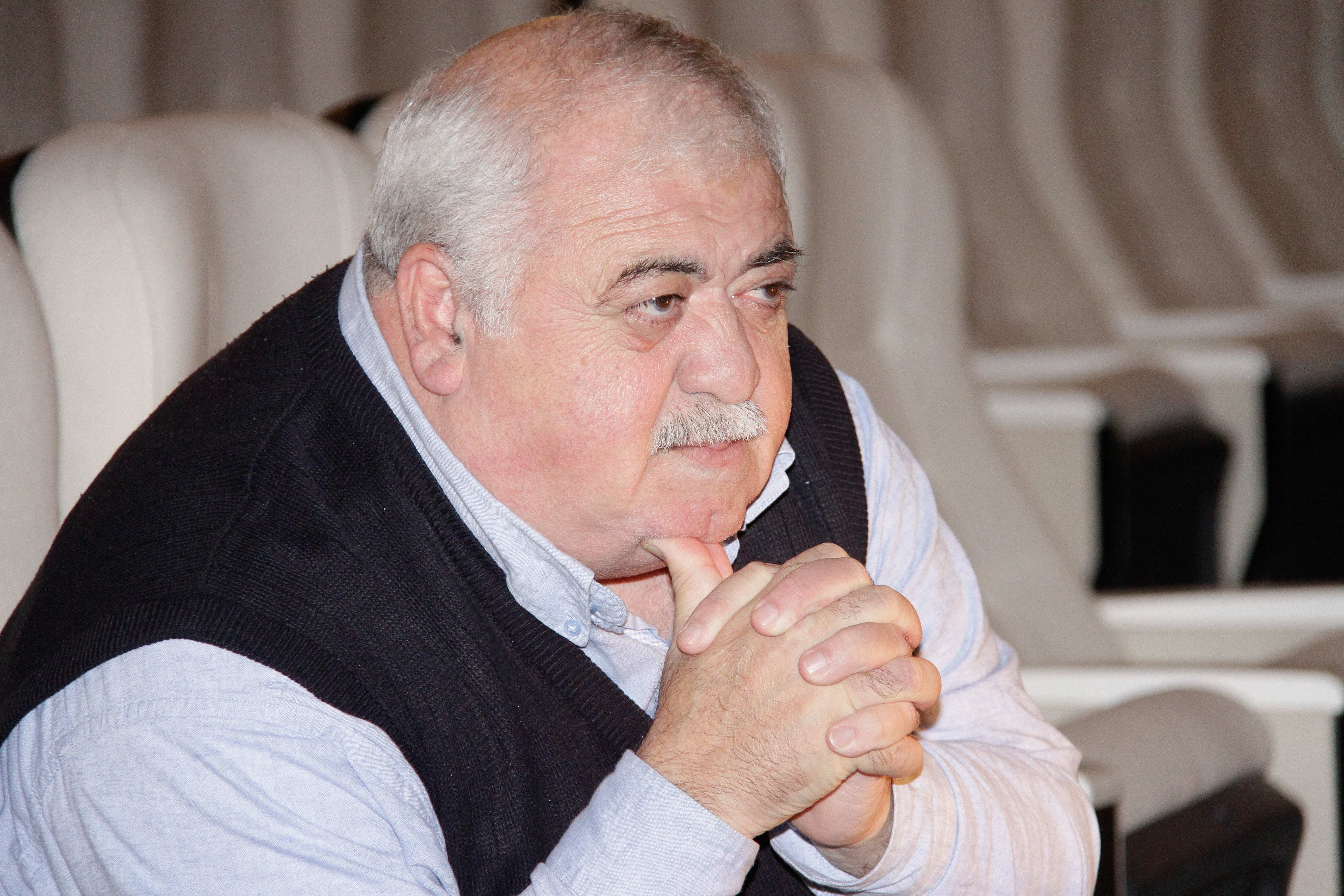
Ровшан Алмурадлы

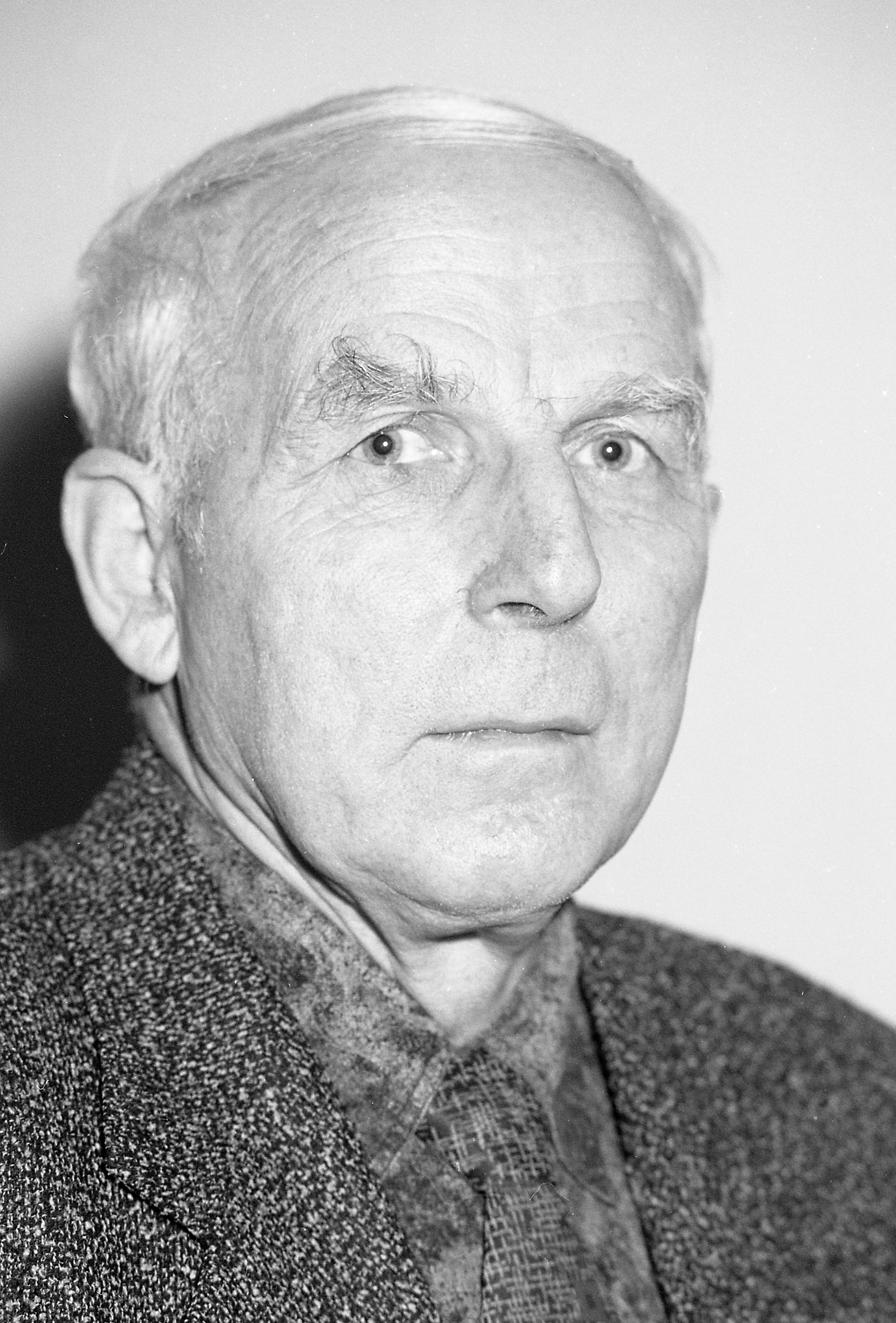
Хелдур Нестор

Таригану

- Алмурадлы, Ровшан Азиз оглы (64) — азербайджанский режиссёр театра и кино, актёр, сценарист[332].
- Батырбеков, Гадлет Андиянович (85) — советский и казахстанский ядерный физик, лауреат Государственной премии Республики Казахстан, основатель Национального ядерного центра Республики Казахстан, отец физика-ядерщика Эрлана Батырбекова[333].
- Вальдес, Серхио (85) — чилийский футболист, игрок сборной Чили по футболу, бронзовый призёр чемпионата мира по футболу в Чили (1962)[334].
- Вебер, Франц (91) — швейцарский защитник природы[335].
- Гемс, Вадим Васильевич (68) — советский и российский кинорежиссёр и киноактёр[336].
- Грекова, Валентина Борисовна (87) — советский и российский художник-реставратор, заслуженный деятель искусств Российской Федерации (1993)[337].
- Дж. Махендран (79) — индийский кинорежиссёр и киноактёр[338].
- Йоун Хельгасон (87) — исландский государственный деятель, министр юстиции (1983—1987), сельского хозяйства (1987—1988)[339].
- Касымова, Мушаррафа Орифджоновна (100) — советская и таджикская театральная актриса, артистка Таджикского государственного театра драмы имени Абулькасима Лахути[340].
- Маатуг, Адам (88) — ливанский государственный деятель, министр туризма (1968—1969), министр внутренних дел (1969)[341].
- Мошаехи, Джамшид (84) — иранский актёр[342].
- Нестор, Хелдур (84) — советский и эстонский геолог и палеонтолог[343].
- Палецкий, Вячеслав Васильевич (78) — советский и украинский тренер по велоспорту, заслуженный тренер Украины[344].
- Сажин, Николай Алексеевич (70) — советский и российский художник.
- Таригану (80) — индонезийский поэт, художник и музыкант[345].
- Тшос-Раставецкий, Анджей (85) — польский кинорежиссёр[346].
- Файдо, Мартин (79) — английский писатель[347].
- Шаповалов, Анатолий Петрович (80) — советский и российский журналист[348].

## 1 апреля
- Бук, Ян (96) — лужицкий художник[349].
- Добрев, Димитр (87) — болгарский спортсмен по классической борьбе, серебряный призёр Олимпийских игр 1956 года в Мельбурне, чемпион Олимпийских игр 1960 года в Риме[350].
- Земсков, Александр Михайлович (69) — советский и российский тренер и судья всесоюзной категории по лёгкой атлетике, заслуженный тренер РСФСР (1983)[351].
- Каравелли (88) — французский дирижёр[352].
- Лийоло, Альфред (75) — конголезский скульптор[353].
- Макинтайр, Вонда (70) — американская писательница-фантаст[354].
- Массиани, Франсиско (75) — венесуэльский писатель и художник[355].
- Нурутдинов, Дамир Махмутович (81) — советский и российский передовик производства, буровик, Герой Социалистического Труда (1981), заслуженный работник нефтяной и газовой промышленности РСФСР (1987)[356].
- Орлофф, Владимир (90) — румынский и канадский виолончелист[357].
- Португал, Исрул-Аврум (95) — хасидский цадик, глава (ребе) скулянской династии (Нью-Йорк)[358].
- Пютц, Рут-Маргрет (89) — немецкая оперная певица (колоратурное сопрано)[359].
- Роббинс, Дэн (93) — американский художник, создатель живописи по номерам[360].
- Санчес Ферлосио, Рафаэль (91) — испанский писатель, лауреат премии Сервантеса (2004)[361].
- Фист, Майкл (92) — южноафриканский астроном[362].
- Хансон, Густав (84) — американский биатлонист, участник зимних Олимпийских игр 1960 года в Скво-Вэлли[363].
- Хиль, Армандо (63) — мексиканский композитор и музыкант; самоубийство[364].
- Чичинадзе, Константин Владимирович (84) — советский и российский тренер и судья международной категории по водному поло, заслуженный тренер СССР, мастер спорта СССР[365].
- Ямеого, Пьер (63) — буркинийский кинорежиссёр, призёр Каннского кинофестиваля (2005)[366].